# Seconda coalizione
La seconda coalizione antifrancese (1798-1802) fu l'alleanza tra numerose potenze europee costituita per strappare alla Francia rivoluzionaria le sue conquiste sul continente ottenute in conseguenza della sconfitta della precedente Prima coalizione.
Mentre il generale Napoleone Bonaparte era impegnato nella difficile spedizione in Egitto e, nonostante le vittorie locali, non era più in grado di rientrare con il suo esercito in Francia dopo la distruzione della flotta francese mediterranea da parte della squadra britannica dell'ammiraglio Horatio Nelson, le principali monarchie continentali costituirono una nuova alleanza antirivoluzionaria con la Gran Bretagna, l'unica potenza rimasta in stato di guerra non essendosi mai arresa nel precedente conflitto. L'Impero Austro-Ungarico e l'Impero Russo mobilitarono eserciti poderosi per le campagne in Germania ed Italia nel 1799.
Dopo una fase iniziale di espansione rivoluzionaria francese a Torino e Napoli, i coalizzati ottennero notevoli successi sia in Germania, dove i francesi ripiegarono oltre il Reno, sia soprattutto in Italia, dove, con l'intervento dell'esercito russo del feldmaresciallo Aleksandr Suvorov, venne riconquistata gran parte dell'Italia settentrionale e meridionale. Contrasti tra le potenze e indecisioni operative favorirono però la ripresa delle armate rivoluzionarie; nei Paesi Bassi il generale Guillaume Brune respinse un esercito britannico sbarcato per sostenere gli alleati, in Svizzera il generale Andrea Massena sbaragliò russi e austriaci a Zurigo, costringendo il maresciallo Suvorov ad una disastrosa ritirata attraverso le montagne, dopo l'abbandono dei territori occupati.
La seconda coalizione in seguito si disgregò completamente con la defezione della Russia e con il ritorno del generale Bonaparte che, dopo essere divenuto Primo console, discese in Italia e vinse nel 1800 la decisiva battaglia di Marengo; dopo la nuova sconfitta austriaca in Germania alla battaglia di Hohenlinden ad opera del generale Jean Victor Moreau, anche l'Austria si ritirò dalla guerra e la Gran Bretagna accettò nel 1802 di concludere con la Francia la pace di Amiens che ristabilì momentaneamente la pace in Europa.

## Evoluzione politico-militare in Europa

### Espansione rivoluzionaria

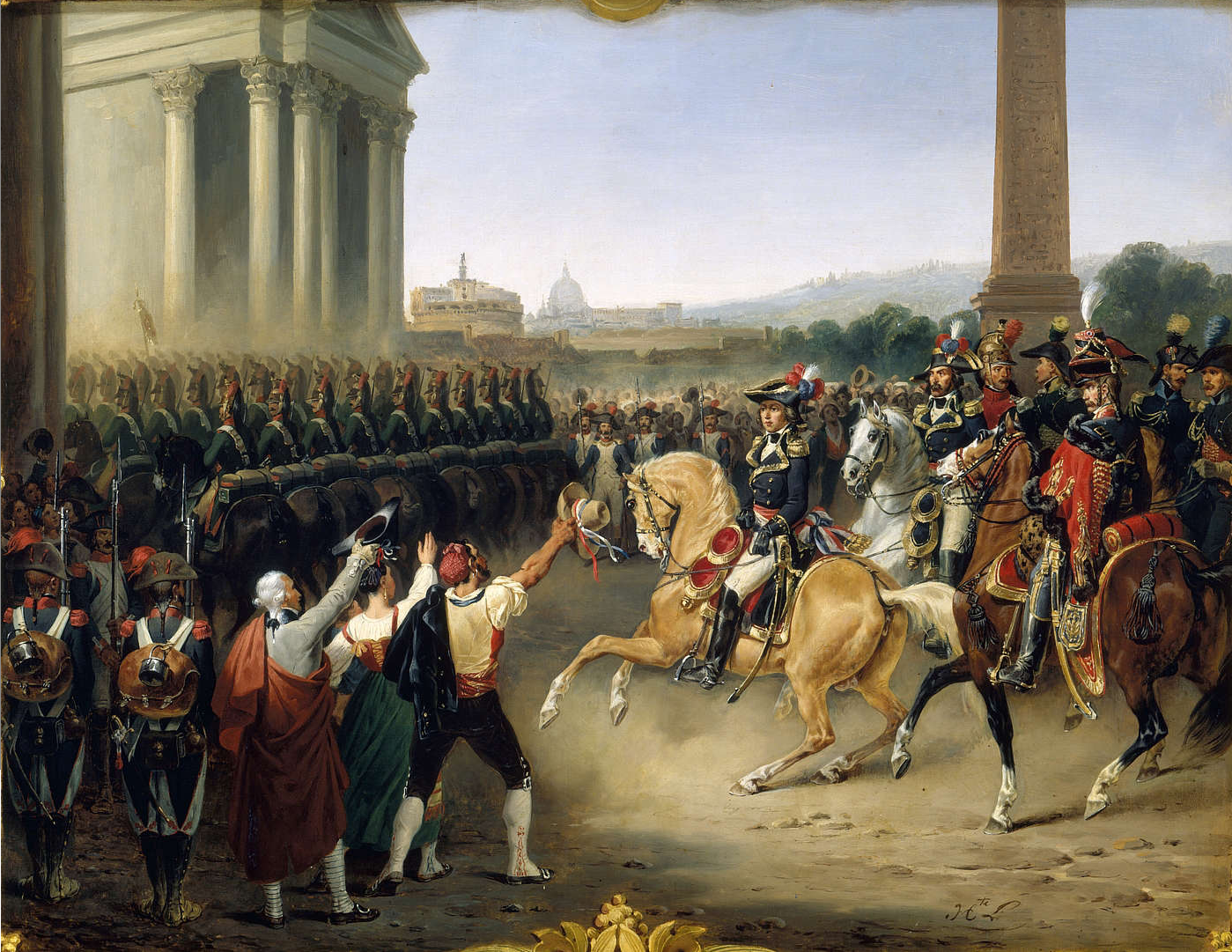
Il generale Louis Alexandre Berthier entra a Roma con le truppe dell'Armata d'Italia l'11 febbraio 1798.

La prima coalizione antifrancese nata nel 1792-1793 per contrastare la Rivoluzione francese e restaurare la monarchia dell'antico regime si era progressivamente dissolta; dopo una serie di sconfitte nei Paesi Bassi ed in Renania, i coalizzati erano stati costretti a rinunciare all'invasione della Francia ed, al contrario, le armate della Repubblica avevano raggiunto i cosiddetti "confini naturali", espandendo il potere francese e diffondendo le idee rivoluzionarie. Mentre i trattati di Basilea avevano sancito il ritiro dalla coalizione della Prussia e della Spagna, l'Austria era stata costretta a concludere il trattato di Campoformio dopo le sorprendenti vittorie del generale Napoleone Bonaparte in Italia nel 1796-1797.
Dopo la dissoluzione della prima coalizione il Direttorio prese una serie di iniziative politico-militari di espansione rivoluzionaria favorite dalle pressioni dei generali e dei fornitori e sorrette dall'esaltazione patriottica e ideologica della "Grande Nazione" che, con il loro carattere aggressivo e ideologico, impedirono una reale pacificazione ed invece contribuirono alla rapida ricostituzione di una nuova alleanza antifrancese. Fu in particolare in Italia che la propaganda e l'espansione rivoluzionaria si manifestò nel modo più aggressivo; dopo una epurazione nella Repubblica Cisalpina per allinearne la politica alle esigenze francesi, la fallita sommossa giacobina a Roma del 28 dicembre 1797 che costò la vita al generale francese Mathurin-Léonard Duphot e mise in pericolo l'ambasciatore Giuseppe Bonaparte, il generale Louis Alexandre Berthier, nuovo comandante dell'Armata d'Italia, ricevette l'ordine di marciare su Roma. Il generale raggiunse e occupò senza difficoltà la città l'11 febbraio 1798 e trasferì il papa Pio VI a Siena, mentre i rivoluzionari giacobini proclamavano la Repubblica Romana. I generali e i fornitori iniziarono le depredazioni e le razzie a Roma; tuttavia il generale Berthier, poco favorevole a sviluppi rivoluzionari, venne sostituito al comando delle truppe francesi a Roma in un primo momento dal generale Andrea Massena, la cui nomina però scatenò proteste e tumulti tra gli ufficiali subalterni a causa della sua fama di razziatore e per vecchie diatribe tra ufficiali dell'armata d'Italia e quelli dell'armata del Reno. Il generale Masséna venne quindi a sua volta sostituito dal generale Laurent Gouvion-Saint-Cyr.

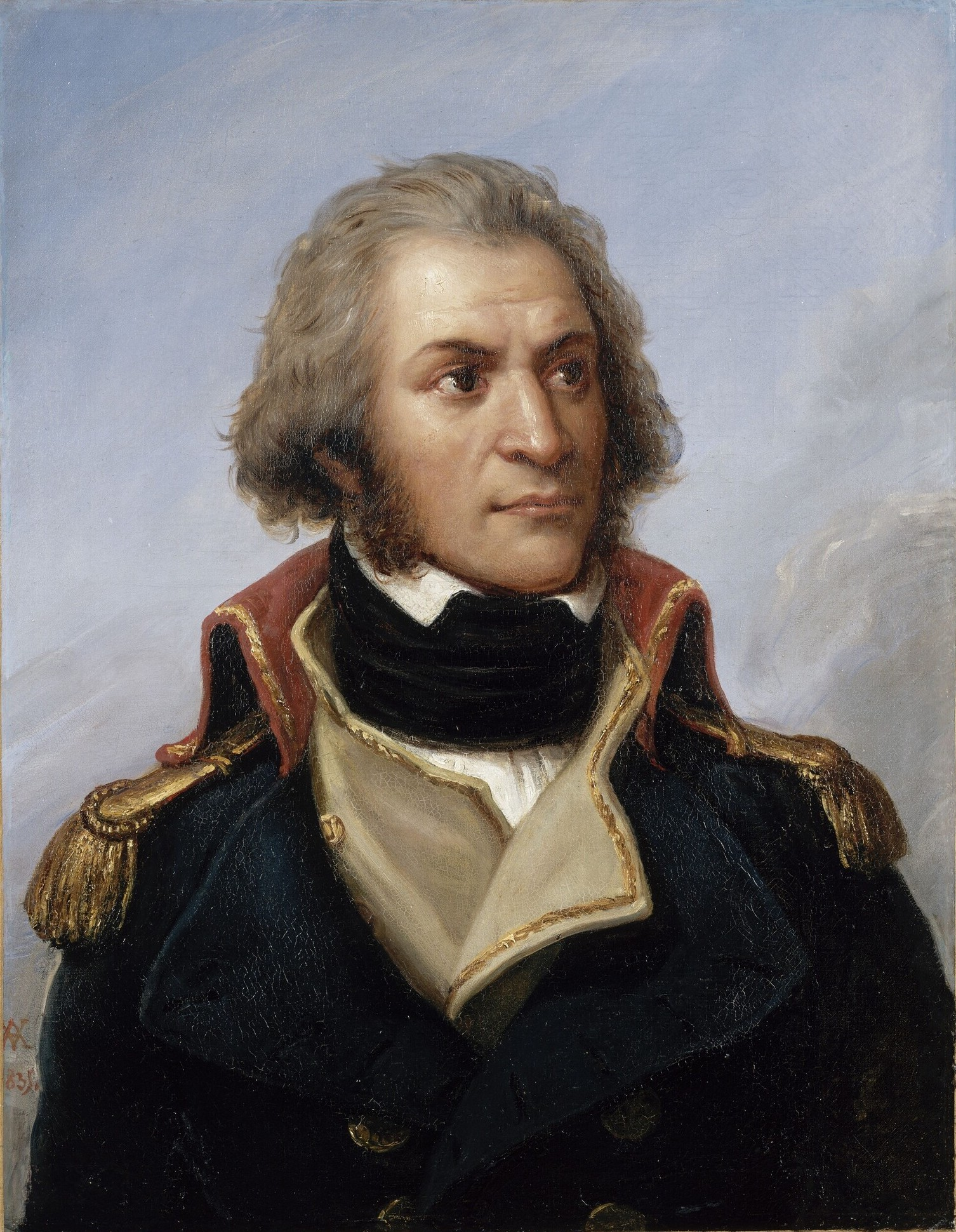
Il generale francese Guillaume Brune, comandante in Svizzera, Italia e Paesi Bassi.

La condotta politica della Repubblica Batava non soddisfaceva il Direttorio; per assicurarsi la massima fedeltà antibritannica degli olandesi, il 3 piovoso anno VI (22 gennaio 1798) un colpo di forza delle correnti democratiche guidate da Herman Willem Daendels e dall'inviato di Parigi Delacroix, condotto con l'appoggio delle truppe francesi schierate nel territorio del generale Barthélemy Joubert, epurò l'assemblea della Repubblica e redasse una nuova costituzione, assicurando uno stretto controllo della Francia. Anche i cantoni svizzeri divennero obiettivo della propaganda rivoluzionaria francese; appoggiato da alcuni democratici favorevoli alla costituzione di uno stato unitario, il Direttorio, dopo alcune incertezze, decise di prendere l'iniziativa; accordi furono conclusi fin dall'8 dicembre 1797 tra il direttore Jean-François Reubell, il generale Bonaparte ed il democratico elvetico Peter Ochs. Venne promulgata una costituzione unitaria che venne accettata da una parte dei cantoni, ma dopo alcuni contrasti e sommosse antifrancesi, il Direttorio ordinò di invadere il paese, e il 13 e 14 febbraio 1798 il generale Guillaume Brune e il generale Alexis Schauenburg entrarono in Svizzera e occuparono dopo duri scontri Berna. Gli emissari del Direttorio Lecarlier e Rapinat organizzarono la Repubblica Elvetica, depredarono il territorio e, per sopprimere le opposizioni, effettuarono il 17 giugno un colpo di Stato allineando il Direttorio svizzero alle esigenze economico-politiche francesi.
Anche il Regno di Sardegna divenne obiettivo dell'espansionismo rivoluzionario della Repubblica; nonostante il trattato di alleanza firmato con la Francia dal re Carlo Emanuele, i democratici della Repubblica Cisalpina e di Genova, aiutati dal rappresentante del Direttorio Pierre-Louis Ginguené, manifestarono proposti di sovvertimenti e di conquista. Il nuovo comandante dell'Armata d'Italia, il generale Brune, sostenne queste minacciose pressioni sul Piemonte, e il re, intimorito, dovette firmare il 27 giugno 1798 con Ginguené una convenzione che prevedeva l'occupazione da parte delle truppe francesi della cittadella di Torino.
L'Austria osservava con preoccupazione questa continua espansione della Repubblica; secondo la lettera del trattato di Campoformio ogni nuova acquisizione francese in Europa avrebbe dovuto comportare compensi per l'Austria, e il cancelliere Thugut manifestò richieste in questo senso al congresso di Rastatt, dopo l'espansione francese e l'ulteriore richiesta dell'intera Renania. Tuttavia il rappresentante francese al congresso, Jean Baptiste Treilhard, respinse queste richieste, esacerbando i contrasti con l'Austria; a Vienna il nuovo ambasciatore francese, generale Jean-Baptiste Bernadotte, venne minacciato nell'aprile 1798 da tumulti antifrancesi e dovette abbandonare la città.

### Spedizione in Egitto e formazione della seconda coalizione

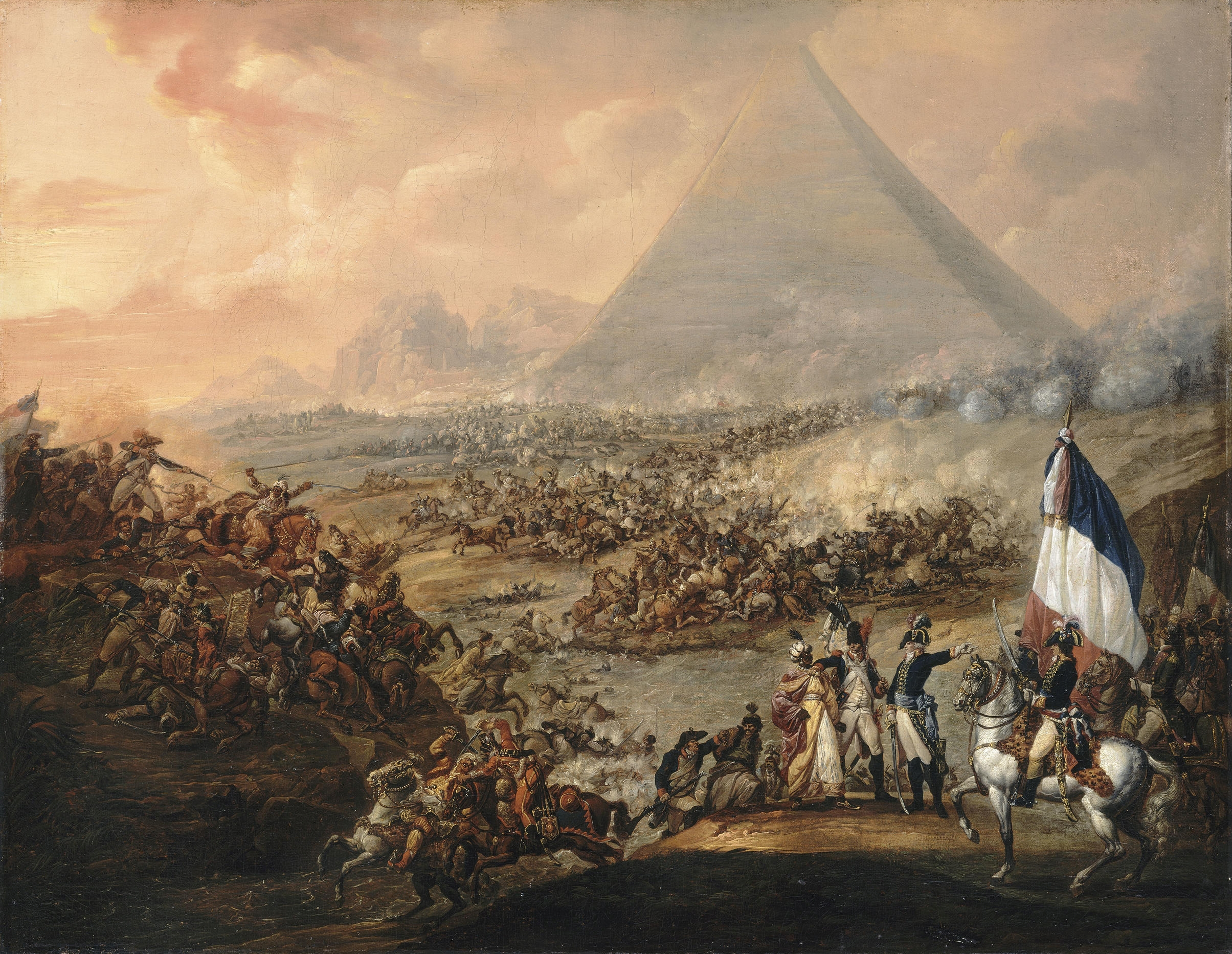
La battaglia delle Piramidi.

Oltre ad intraprendere una serie di iniziative aggressive sul continente la Francia rivoluzionaria nello stesso periodo aveva portato avanti con la massima energia la guerra contro la Gran Bretagna, unica potenza rimasta in guerra anche dopo la conclusione della pace da Campoformio. Disponendo della superiorità navale, i britannici erano stati in grado nel corso degli anni di interrompere la navigazione delle navi francesi ed il commercio coloniale e si erano impadroniti di gran parte dei possedimenti oltremare della potenza nemica. La Repubblica manteneva ancora il controllo solo della Guadalupa e delle Mascarene, mentre Tobago, Saint Lucia, la Martinica erano cadute in mano degli inglesi che avevano occupato anche la Guyana olandese e la Trinità spagnola; San Domingo era in possesso della popolazione di colore guidata da Toussaint Louverture. Il Direttorio riteneva possibile piegare l'ultima nemica di cui, considerando la sua debolezza terrestre e l'apparente instabilità della sua economia fondata sui commerci, si sottovalutava la determinazione e la forza militare. Grazie anche all'alleanza della Repubblica rivoluzionaria con la Spagna e i Paesi Bassi si contava di intaccare il predominio navale britannico, e anche Talleyrand, considerato anglofilo, promosse la guerra ad oltranza contro "i tiranni del mondo" e i "vampiri del mare".

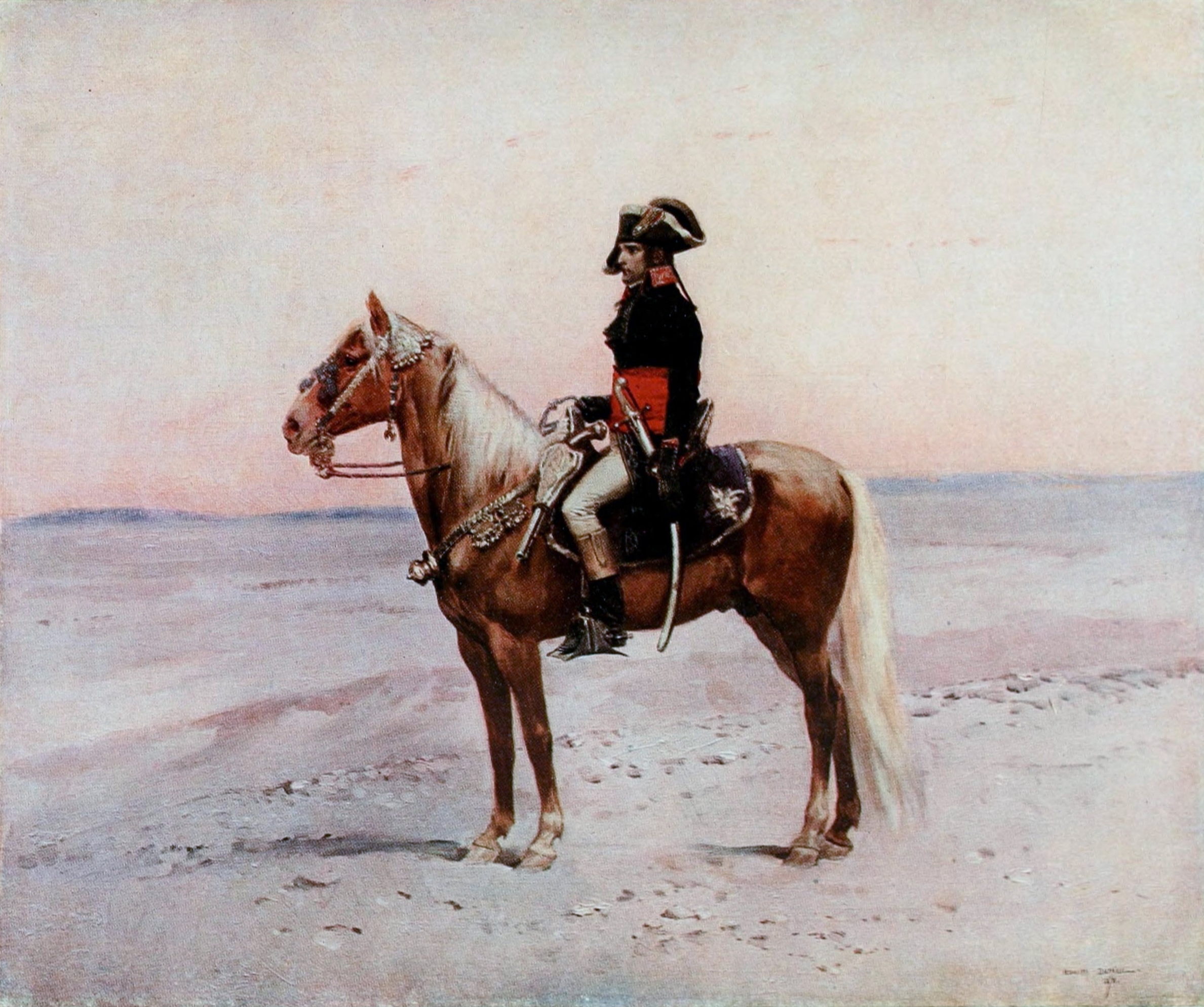
Il generale Napoleone Bonaparte in Egitto.

Mentre sperava di sfruttare una possibile insurrezione in Irlanda, il Direttorio intendeva potenziare la guerra economica, con l'introduzione di rigide norme contro il commercio neutrale che accettava le merci britanniche e l'adozione di un sistema di "blocco continentale", e progettava soprattutto di portare la guerra direttamente sull'isola nemica, organizzando a Brest una Armata d'Inghilterra affidata al generale Napoleone Bonaparte. Tuttavia in breve tempo una serie di avvenimenti favorevoli alla Gran Bretagna resero impraticabile questo ambizioso progetto. Sul mare il predominio britannico si stava rafforzando: dopo aver ottenuto nel 1797 la vittoria di San Vincenzo l'ammiraglio John Jervis assediò Cadice neutralizzando la flotta spagnola, mentre l'ammiraglio Horatio Nelson entrò in Mediterraneo. Inoltre la flotta olandese fu sconfitta a Camperduyn dall'ammiraglio Adam Duncan, mentre l'ammiraglio francese François-Paul Brueys, bloccato a Corfù, non poté raggiungere Brest per proteggere il convoglio navale destinato a trasportare l'armata in Inghilterra.

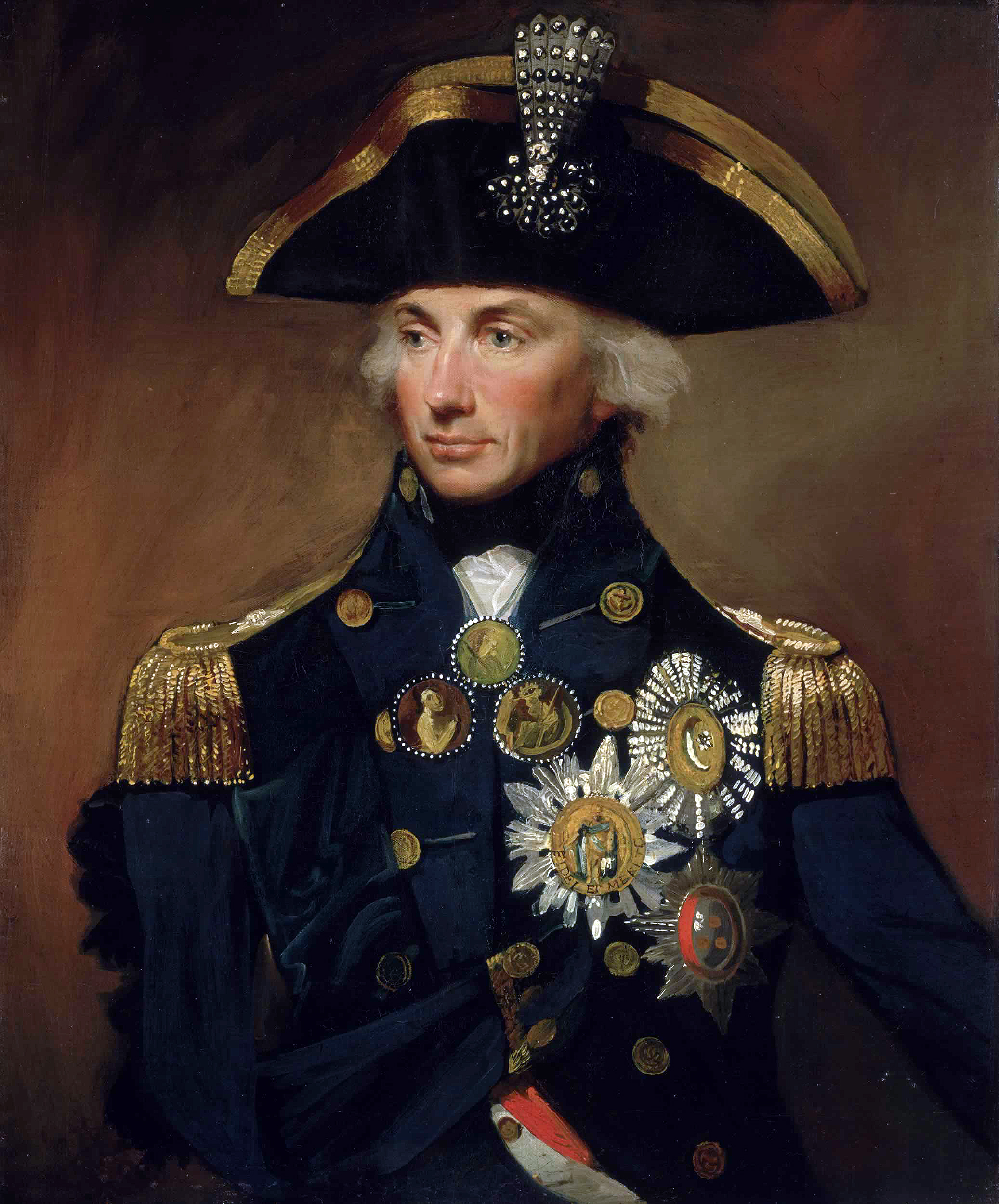
L'ammiraglio britannico Horatio Nelson.

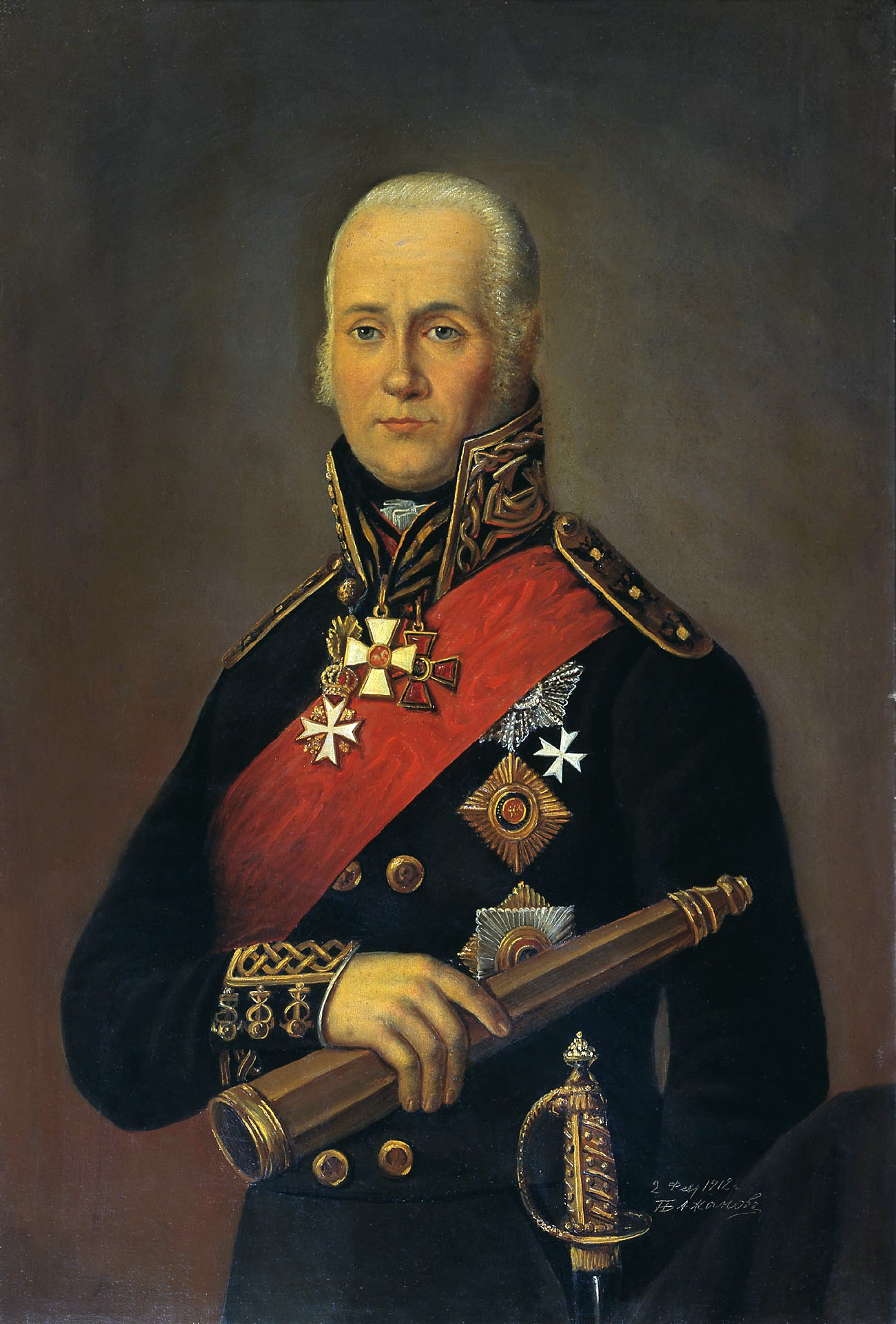
L'ammiraglio russo Fëdor Ušakov.

Il 23 febbraio 1798 il generale Bonaparte consigliò di rinunciare allo sbarco a causa delle difficoltà navali e del predominio marittimo britannico; anche il Direttorio temeva di perdere la sua armata più forte e il suo miglior generale mentre la situazione sul continente rimaneva instabile. Tuttavia dopo aver rinunciato allo sbarco in Inghilterra, il generale Bonaparte propose al suo posto di organizzare una audace spedizione in Oriente per conquistare l'Egitto; questo piano appariva ancor più temerario e arrischiato. Inoltre, oltre a impedire ogni accordo con la Gran Bretagna, poteva destabilizzare il precario Impero ottomano e irritare fortemente l'Impero russo del nuovo zar Paolo I che manifestava propositi di espansione globale in Europa, in Oriente e nel Mediterraneo. Nonostante la dubbia utilità per la Repubblica di una simile impresa, la spedizione venne approvata dal Direttorio, desideroso di sbarazzarsi dell'ambizioso generale Bonaparte, e inoltre ottimisticamente deciso a minacciare l'Impero coloniale britannico. La Repubblica prevedeva scarsa resistenza da parte dei Mamelucchi e accoglienze favorevoli tra la popolazione locale, inoltre, in possesso dell'Egitto, i francesi avrebbero potuto espandersi verso il Mar Rosso ed anche l'India dove Tippoo Sahib opponeva resistenza ai britannici nel Mysore.
Dopo un momento di incertezza legato alla crisi provocata dall'incidenti di Vienna all'ambasciata francese che sembravano preludere alla guerra in Europa, il 19 maggio 1798 la spedizione guidata dal generale Bonaparte, costituita da con 30 navi da guerra, 280 trasporti, i 38 000 soldati dell'Armata d'Oriente ed una numerosa e qualificata missione culturale e scientifica, salpò da Tolone per l'Egitto. La spedizione conquistò il 6 giugno l'isola di Malta, i cui cavalieri dell'Ordine non opposero resistenza, sfuggì alle ricerche della flotta britannica dell'ammiraglio Nelson, e quindi sbarcò ad Alessandria poco dopo che l'ammiraglio britannico era ripartito per il mar Egeo, abbandonando le acque egiziane.
Il generale Bonaparte marciò lungo il Nilo, vinse facilmente la battaglia delle Piramidi contro i Mamelucchi il 21 luglio, quindi raggiunse ed occupò Il Cairo. Nel frattempo tuttavia l'ammiraglio Nelson, ottenute finalmente informazioni a Napoli sui movimenti francesi, ritornò indietro e la notte del 31 luglio 1798 attaccò di sorpresa nella rada di Abukir la flotta francese dell'ammiraglio Brueys; la battaglia terminò con una netta vittoria britannica: le navi francesi venne distrutte o affondata e l'ammiraglio francese rimase ucciso. Il disastro della flotta mise in grave difficoltà il generale Bonaparte che, pur mantenendo il controllo della terraferma ed estendendo la sua conquista verso Assuan e l'istmo di Suez, era in pratica bloccato e isolato con il suo esercito in Oriente, senza poter ricevere aiuti dalla madrepatria.
La spedizione in Egitto accelerò in modo decisivo la formazione di una nuova coalizione antifrancese: l'Impero Ottomano, di fronte all'invasione di un suo territorio, il 9 settembre 1798 dichiarò guerra alla Francia, mentre il Regno di Napoli, sotto l'influenza dell'ammiraglio Nelson, che aveva assunto un ruolo dominante di direzione politica nel regno grazie ai suoi legami con la moglie dell'ambasciatore britannico William Hamilton, si unì strettamente alla Gran Bretagna e prese l'arrischiata iniziativa di attaccare e invadere la Repubblica Romana. Soprattutto l'espansione orientale della Repubblica decise lo zar Paolo I a prendere decisamente l'iniziativa e stringere alleanza con l'Impero Ottomano; i turchi concessero il libero passaggio sugli stretti e la flotta russa poté entrare nel Mediterraneo dove il capace ammiraglio Fëdor Ušakov iniziò una serie di operazioni contro le Isole Ionie che vennero progressivamente conquistate, Corfù cadde dopo un lungo assedio il 3 marzo 1799. Lo zar Paolo, i cui obiettivi erano molto ambiziosi, si dichiarò protettore dell'ordine di Malta e del Regno di Napoli e le navi russe dominarono le acque del Mediterraneo orientale e dell'Adriatico. I britannici a loro volta avevano bloccato la guarnigione francese dell'isola di Malta e con l'ammiraglio Nelson controllavano Napoli e il Mediterraneo occidentale. Il 29 dicembre 1798 Gran Bretagna e Russia si unirono all'Impero Ottomano e conclusero un formale accordo di alleanza politico-militare contro la Francia; vennero decise operazioni combinate con truppe russe e britanniche nei Paesi Bassi ed in Italia, si progettò uno sbarco di truppe russe in Bretagna.

## La guerra

### 1799

#### Conquista francese del Regno di Napoli ed intervento dell'Impero austriaco

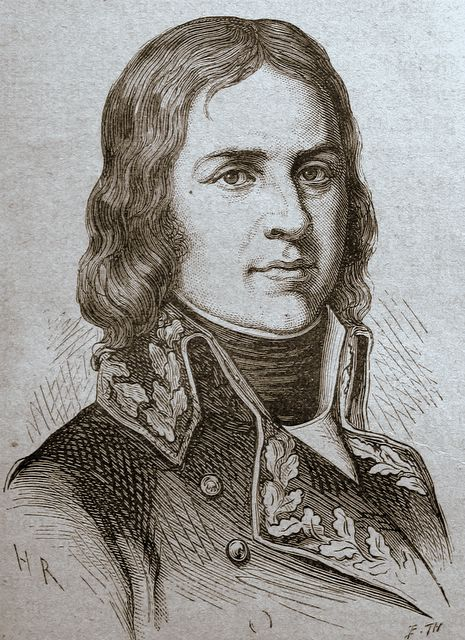
Il generale Jean Étienne Championnet.

L'intempestivo intervento nella coalizione antifrancese del Regno di Napoli e la decisione di attaccare subito la Repubblica Romana diedero modo alla Francia di raggiungere ancor prima dell'inizio della guerra continentale, un importante successo militare e di conseguire un ultimo trionfo nella politica di "esportazione" della Rivoluzione e di costituzione di repubbliche sorelle della "Grande Nazione". Il Regno di Napoli, su impulso soprattutto della regina Maria Carolina e di Lady Hamilton, decise di iniziare le ostilità e attaccò il 23 novembre. Il debole esercito napoletano, guidato dal generale austriaco Karl Mack, ottenne un successo iniziale e avanzò fino a Roma il 27 novembre dove arrivò anche il re Ferdinando IV, mentre il generale Jean Étienne Championnet, comandante delle forze francesi dell'armata di Roma, ripiegò inizialmente dietro il Tevere.

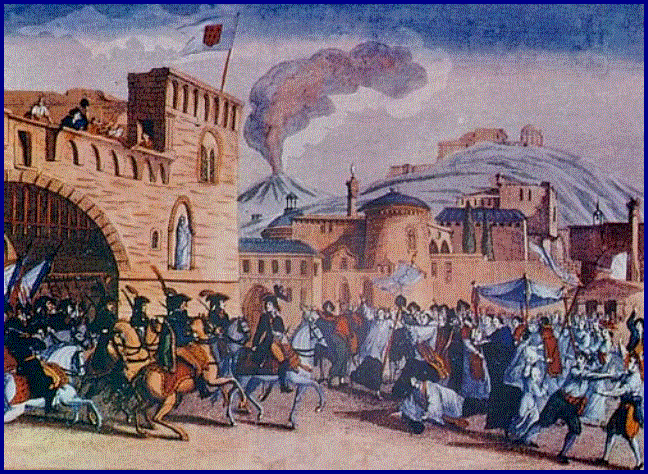
L'esercito francese del generale Championnet entra a Napoli il 23 gennaio 1799.

Il Direttorio dichiarò guerra al re di Napoli e diede ordine al generale di passare alla controffensiva. Il generale Championnet, dopo aver concentrato le sue forze, sbaragliò completamente l'esercito napoletano che lo aveva attaccato a Civita Castellana il 5 dicembre 1798, e passò all'offensiva. I francesi rientrarono a Roma, da dove fuggì precipitosamente il re, e inseguirono a sud le forze nemiche che si disgregarono completamente. L'avanzata francese fu caratterizzata da violenze e saccheggi; la reggia di Caserta venne devastata, le case pubbliche di Napoli furono depredate. Il re Ferdinando abbandonò ogni resistenza, prima si rifugiò il 21 dicembre sulle navi britanniche e poi fuggì in Sicilia. Il generale Championnet entrò a Napoli il 23 gennaio 1799 dopo aver preso possesso del Castello di Sant'Elmo grazie alla collaborazione dei democratici locali. La resistenza dei "lazzaroni" popolari a Napoli venne schiacciata duramente dalle truppe francesi.
Il generale Championnet, che dominava la situazione locale in contrasto con il rappresentante del Direttorio Guillaume-Charles Faipoult, riconobbe la Repubblica Partenopea creata fin dal 21 gennaio su iniziativa dei democratici filo-francesi locali. Il Direttorio prese anche l'iniziativa di dichiarare guerra al re di Sardegna, considerato connivente con i nemici della Repubblica; il Piemonte fu quindi rapidamente occupato dalle truppe francesi dell'armata d'Italia passata al comando del generale Joubert, e il sovrano Carlo Emanuele IV, dopo aver sottoscritto l'8 dicembre 1798 la cessione della sovranità alla Francia, si ritirò prima a Parma, poi a Firenze e infine in Sardegna a Cagliari. Il Direttorio organizzò un governo provvisorio in Piemonte e, senza dare spazio a correnti indipendentiste, fece votare nel febbraio 1799 una petizione popolare a favore dell'annessione alla Francia.

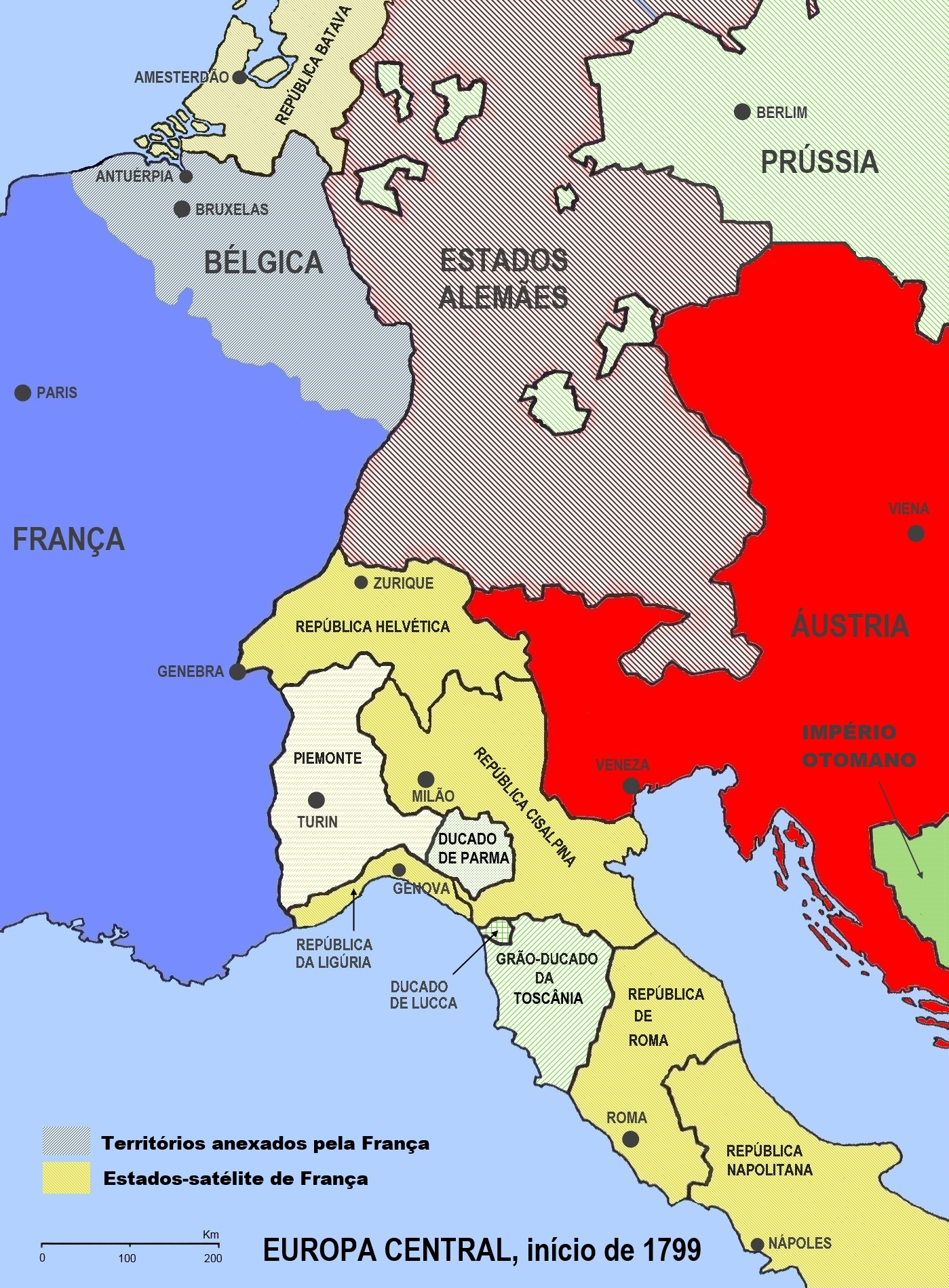
Europa centrale alla vigilia della guerra

Ben presto si sviluppò un violento contrasto a Napoli tra il generale Championnet che, legatosi ai liberali locali si considerava protettore della Repubblica, e il rappresentante del Direttorio Faitpoult che invece, seguendo le direttive di Parigi, voleva mettere a contribuzione il territorio ed effettuare vaste spogliazioni. Lo scontro sarebbe terminato con il richiamo di entrambi e con l'arresto del generale per insubordinazione. Altri contrasti tra i rappresentanti politici del Direttorio ed i generali francesi si verificarono anche in Svizzera e in Italia, dove prima il generale Brune venne trasferito nei Paesi Bassi e poi il successore generale Joubert si dimise a sua volta per l'impossibilità a collaborare con il commissario Amelot.
Nonostante questa nuova espansione dell'influenza francese, la coalizione stava accrescendo le sue forze; gli anglo-russi ricercavano soprattutto l'alleanza dell'Impero d'Austria o della Prussia, la cui partecipazione alla guerra avrebbero consentito di raggruppare eserciti potenti e attaccare la Francia in Italia settentrionale, sul Reno e in Svizzera. La mancanza di effettiva coesione tra le grandi potenze e i persistenti conflitti legati ai divergenti obiettivi di guerra, indebolirono però fin dall'inizio la solidità anche della seconda coalizione. La Prussia, uscita dalle coalizioni antifrancesi fin dal 1795, rimase prudente e, anche se respinse le offerte di alleanza portate dall'inviato francese Emmanuel Joseph Sieyès, decise di rimanere estranea all'alleanza. Il cancelliere austriaco Johann von Thugut invece iniziò negoziati concreti con gli anglo-russi per concordare un'alleanza; tuttavia egli manteneva obiettivi differenti dai suoi interlocutori; in particolare il cancelliere era ostile ai propositi dello zar Paolo di restaurare integralmente i monarchi italiani ed alle mire britanniche sui Paesi Bassi. Thugut quindi non concluse alcun accordo preciso con gli alleati anche se iniziò vasti preparativi bellici; egli inoltre autorizzò le truppe russe ad attraversare il territorio austriaco, evento che innescò la reazione del Direttorio.

#### Inizio della campagna in Germania e Svizzera

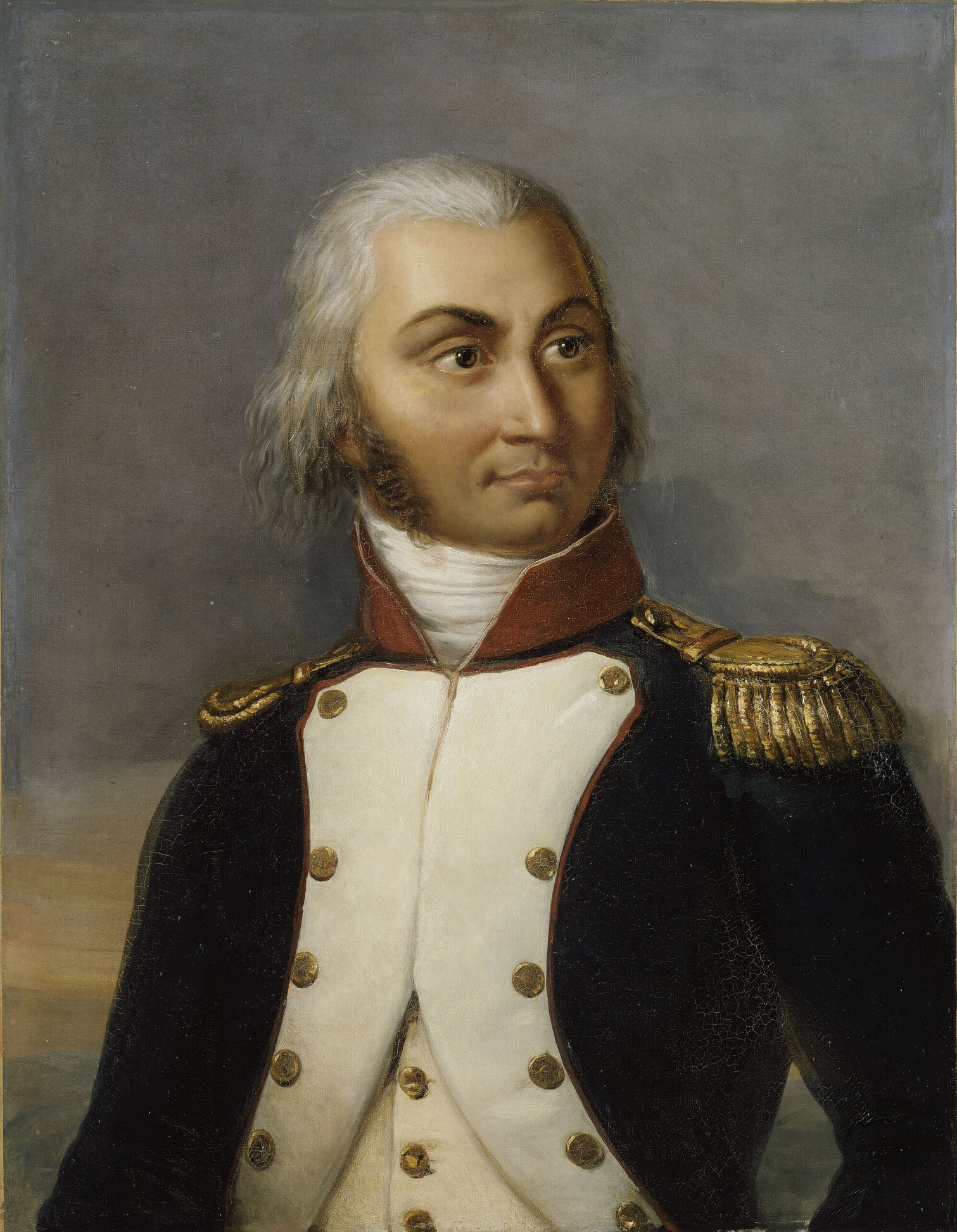
Il generale Jean-Baptiste Jourdan, promotore della legge sulla coscrizione e comandante francese in Baviera.

Il Direttorio decise quindi di dichiarare formalmente guerra all'Austria il 22 ventoso anno VII (12 marzo 1799) e di riprendere le iniziative espansionistiche in Italia. Giustificando la sua azione con la presenza a Livorno di truppe napoletane, la Repubblica, che aveva fatto già occupare in precedenza Lucca trasformando anche la Repubblica Lucchese in una repubblica sorella giacobina, impose il suo dominio al granduca di Toscana Ferdinando III; le truppe francesi dal 22 marzo 1799 invasero il granducato e il sovrano, dopo aver invitato i sudditi ad evitare ogni resistenza, fu costretto a ritirarsi a Vienna. 

Il papa Pio VI, che era ospite nel granducato, venne prelevato dai francesi e dopo una serie di trasferimenti sotto la scorta, venne infine deportato a Valence-sur-Rhône dove sarebbe morto il 29 agosto 1799. Alla fine di marzo quindi la Francia aveva assunto il dominio completo della penisola italiana e solo Parma e il Veneto austriaco erano esclusi dal sistema di occupazione ed egemonia francese; peraltro il comportamento egoistico degli occupanti francesi e la scarsa adesione della popolazione alle istanze di rinnovamento promosse dalla borghesia liberale italiana avrebbe compromesso in breve tempo, sotto gli attacchi degli eserciti della seconda coalizione e delle rivolte popolari legittimiste, tutta l'architettura del predominio della rivoluzione in Italia..
L'inizio della guerra continentale fu caratterizzato da un evento sanguinoso che contribuì a rinsaldare il fervore rivoluzionario della Repubblica ed a rilanciare la propaganda ideologica contro la reazione delle monarchie dell'antico regime; il 28 aprile 1799 i plenipotenziari francesi che lasciavano il congresso di Rastatt dopo la rottura dei negoziati furono attaccati in circostanze non chiare dalla cavalleria austriaca, i rappresentanti Roberjot e Bonnier rimasero uccisi, mentre solo Jean Debry riuscì a salvarsi. Questo tragico fatto sembrò dimostrare l'odio irriducibile delle potenze contro la Repubblica e i suoi rappresentanti e la decisione della coalizione di distruggere la nazione rivoluzionaria.

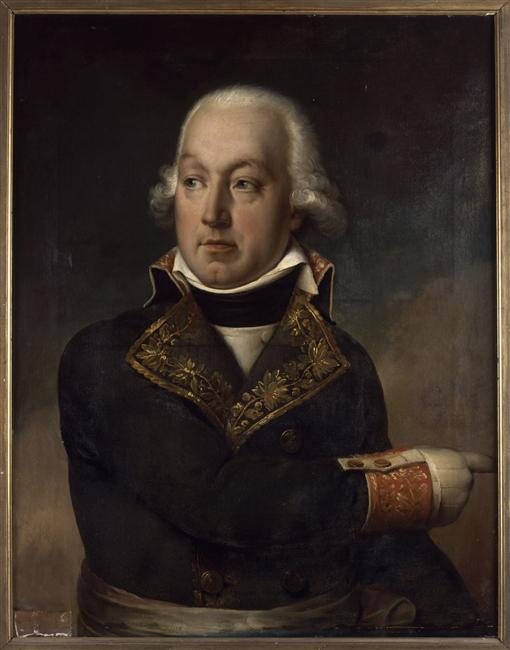
Il generale Barthélemy Schérer, comandante dell'Armata d'Italia all'inizio della guerra.

Fin da gennaio 1798 una serie di proposte per rinforzare la potenza militare della Repubblica e respingere la nuova alleanza delle monarchie vennero presentate all'assemblea, testimoniando il rafforzamento delle correnti giacobine dopo la crisi del 18 fruttidoro; il 23 nevoso anno VI (12 gennaio 1798) il generale Jean-Baptiste Jourdan aveva proposto la costituzione di un esercito ausiliario di 100 000 soldati ed il 19 fruttidoro anno VI (5 settembre 1798) presentò finalmente una legge sulla coscrizione. Questa "legge Jourdan" prevedeva la coscrizione obbligatoria dei giovani tra 20 e 25 anni; i coscritti abili sarebbero stati inseriti, senza possibilità di surrogazione o esenzioni tranne per gli sposati prima del 23 nevoso anno VI, in una lista nazionale da cui il Corpo legislativo avrebbe stabilito un contingente annuo che sarebbe stato arruolato. La successiva legge del 3 vendemmiaio anno VII (24 settembre 1798) decretò la chiamata alle armi e fissò il contingente in 200 000 uomini.
L'applicazione delle disposizioni della "legge Jourdan" incontrò grandi difficoltà organizzative ed anche scarso entusiasmo tra la maggioranza dei coscritti; su 143 000 giovani dichiarati abili, solo 97 000 risposero alla chiamata e, dopo numerose diserzioni, in 74 000 raggiunsero le armate al fronte. Questo afflusso di nuovi soldati rafforzò in parte l'esercito della Repubblica permettendo un nuovo amalgama e sostenendo lo slancio patriottico dei reparti, ma le gravi carenze di materiali ed equipaggiamenti, le difficoltà finanziarie, la corruzione dei fornitori, indebolirono gravemente le armate nonostante gli sforzi economici del Direttorio con le leggi fiscali dell'anno VII e con la vendita dei beni nazionali. Le truppe, non potendo più sfruttare le risorse dei territori occupati, già depredati, entrarono in combattimento senza mezzi, senza vettovagliamento, in inferiorità numerica rispetto ai coalizzati.

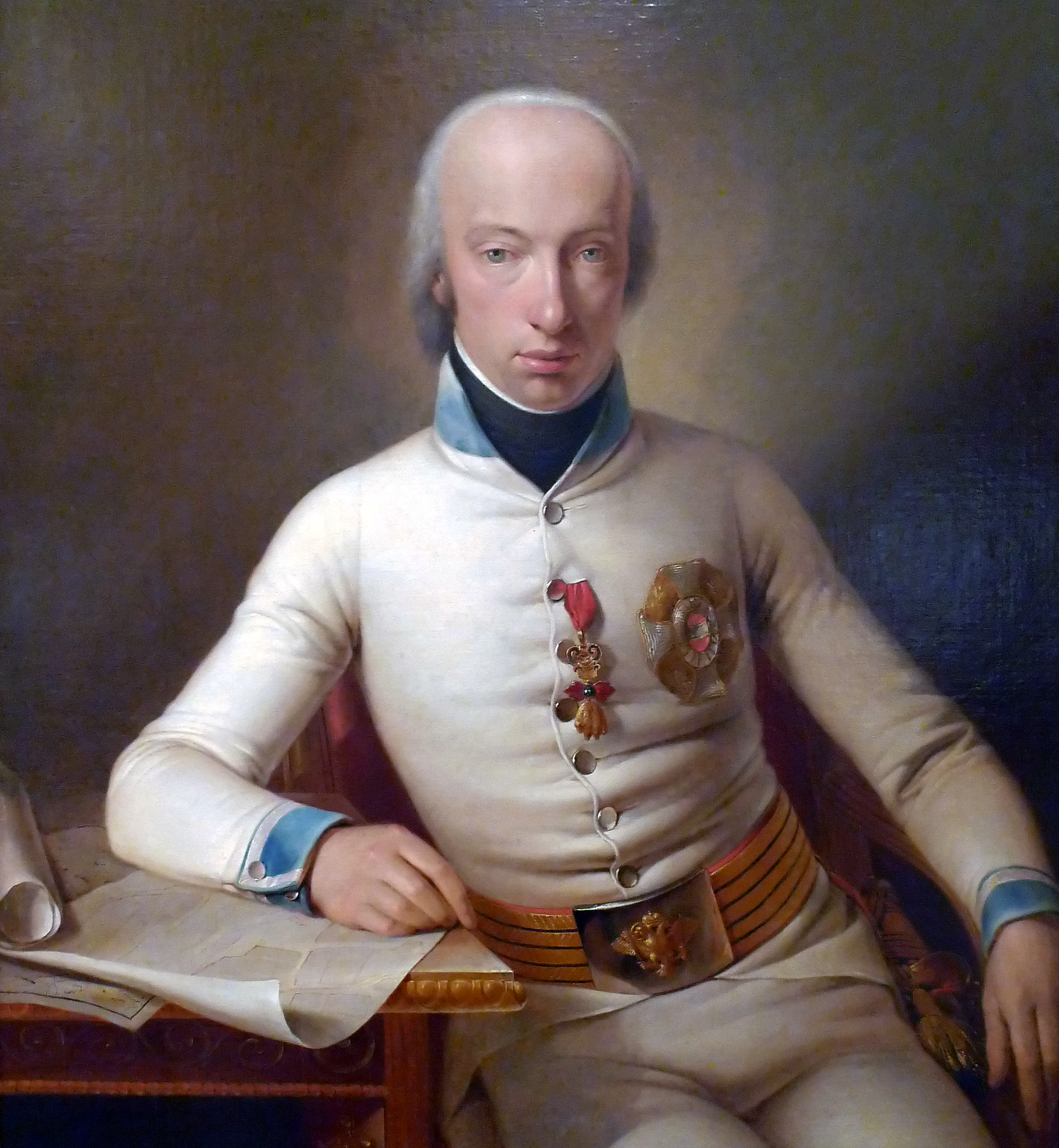
L'arciduca Carlo, comandante dell'esercito austriaco in Germania meridionale.

Dal punto di vista strategico inoltre, la campagna del 1799 fu caratterizzata da una serie di operazioni scoordinate estese su tutti i fronti di guerra, con lente manovre secondo le consuetudini operative settecentesche, senza la formazione di grandi concentramenti principali con cui effettuare offensive decisive. I francesi, in particolare, invece di costituire una massa strategica in Svizzera che avrebbe potuto prendere alle spalle i nemici in Germania o in Italia, decisero di attaccare contemporaneamente sia in Baviera, dove venne concentrata l'Armata del Danubio del generale Jean-Baptiste Jourdan con 45 000 uomini, sia nella penisola italiana, dove erano presenti 100 000 soldati francesi. Tuttavia il nuovo comandante dell'Armata d'Italia, generale Barthélemy Schérer, riuscì a concentrare sull'Adige solo 45 000 soldati. In Svizzera la più piccola Armata d'Elvezia del generale Andrea Massena avrebbe dovuto invece invadere i Grigioni e avanzare verso il Tirolo.
Anche gli austriaci schierarono le loro forze lungo tutto il fronte; l'arciduca Carlo disponeva di 75 000 soldati sul territorio tedesco, mentre il generale Paul Kray guidava un'armata di 60 000 soldati nel Veneto, altri 20 000 soldati al comando del generale Friedrich von Hotze difendevano il Tirolo. Gli austriaci pur avendo la superiorità numerica, non presero l'offensiva e preferirono attendere l'arrivo delle armate russe promesse dallo zar; il cancelliere Thugut, concentrato sugli obiettivi di potenza, intendeva regolare le operazioni in modo da raggiungere i suoi scopi politici soprattutto in Italia, anche a scapito dei suoi alleati.
La campagna iniziò in Germania con l'avanzata dei francesi; il generale Jourdan, al comando della Armata del Danubio, incaricato di invadere la Baviera, inizialmente avanzò attraverso la Foresta Nera fino al lago di Costanza e attaccò a Stockach le truppe austriache dell'arciduca Carlo. Gli attacchi francesi furono respinti il 25 marzo 1799 e il generale Jourdan preferì ripiegare, ritornò con il suo esercito sul Reno e quindi si dimise dal comando dell'armata. L'arciduca Carlo, dopo questo successo tuttavia non inseguì da vicino i francesi ma, su indicazioni del cancelliere Thugut, si diresse invece, con una parte delle sue forze, a sud del Reno per partecipare all'invasione della Svizzera. In questo settore il generale Masséna aveva ottenuto alcuni successi iniziali e aveva occupato i Grigioni, ma dopo aver invaso il Vorarlberg venne respinto a Feldkirch il 23 marzo 1799.

#### Vittorie degli austro-russi in Italia

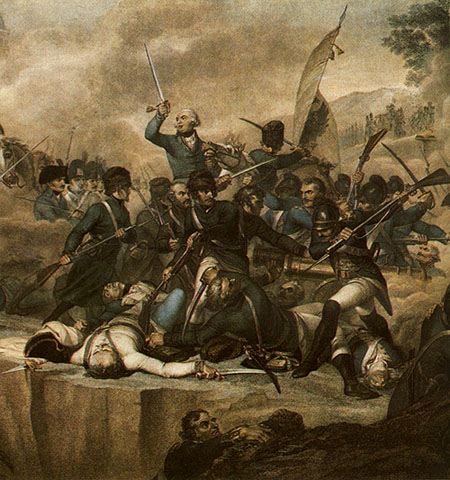
La battaglia di Cassano.

In Italia il generale Barthélemy Schérer aveva ammassato sulla linea dell'Adige solo 45 000 soldati di fronte all'esercito austriaco del generale Paul Kray costituito da 60 000 uomini; il generale francese manovrò con scarsa abilità: dopo aver conquistato Pastrengo e Rivoli, fallì l'attacco a Verona e il 5 aprile 1799 venne a sua volta attaccato e sconfitto dagli austriaci a Magnano. Invece di cercare di resistere, il generale Schérer ripiegò subito fino alla linea dell'Adda dove venne cautamente inseguito dal generale Kray. Quest'ultimo non intendeva insistere nell'offensiva e preferì attendere l'arrivo dei rinforzi inviati dallo zar Paolo; 20 000 soldati russi guidati dal famoso ed energico feldmaresciallo Aleksandr Vasil'evič Suvorov, protagonista di numerose vittorie contro polacchi e turchi, destinato ad assumere il comando supremo dei coalizzati in Italia.
I francesi, al cui comando il generale Jean Victor Moreau aveva sostituito il generale Schérer, organizzarono una inefficace difesa a cordone della linea dell'Adda che venne attaccata in forze il 25 aprile dal maresciallo Suvorov con il suo esercito austro-russo di oltre 70 000 uomini, in netta superiorità numerica di fronte ai circa 27 000 francesi disponibili. Gli austro-russi passarono all'offensiva lungo tutta la linea del fiume e attraversarono l'Adda in più punti, a Lecco, a Trezzo e soprattutto a Cassano. Dopo un tentativo di resistenza, il generale Moreau decise il 27 aprile di abbandonare la difesa dell'Adda e ripiegare verso ovest; la divisione del generale Jean Sérurier, frammentata e disorganizzata, venne accerchiata a Verderio e costretta alla resa. La battaglia di Cassano d'Adda era finita con una netta vittoria del maresciallo Suvorov; i francesi evacuarono il milanese e concentrarono i resti delle loro forze ad Alessandria, gli austro-russi invasero la Repubblica Cisalpina ed entrarono a Milano il 29 aprile.

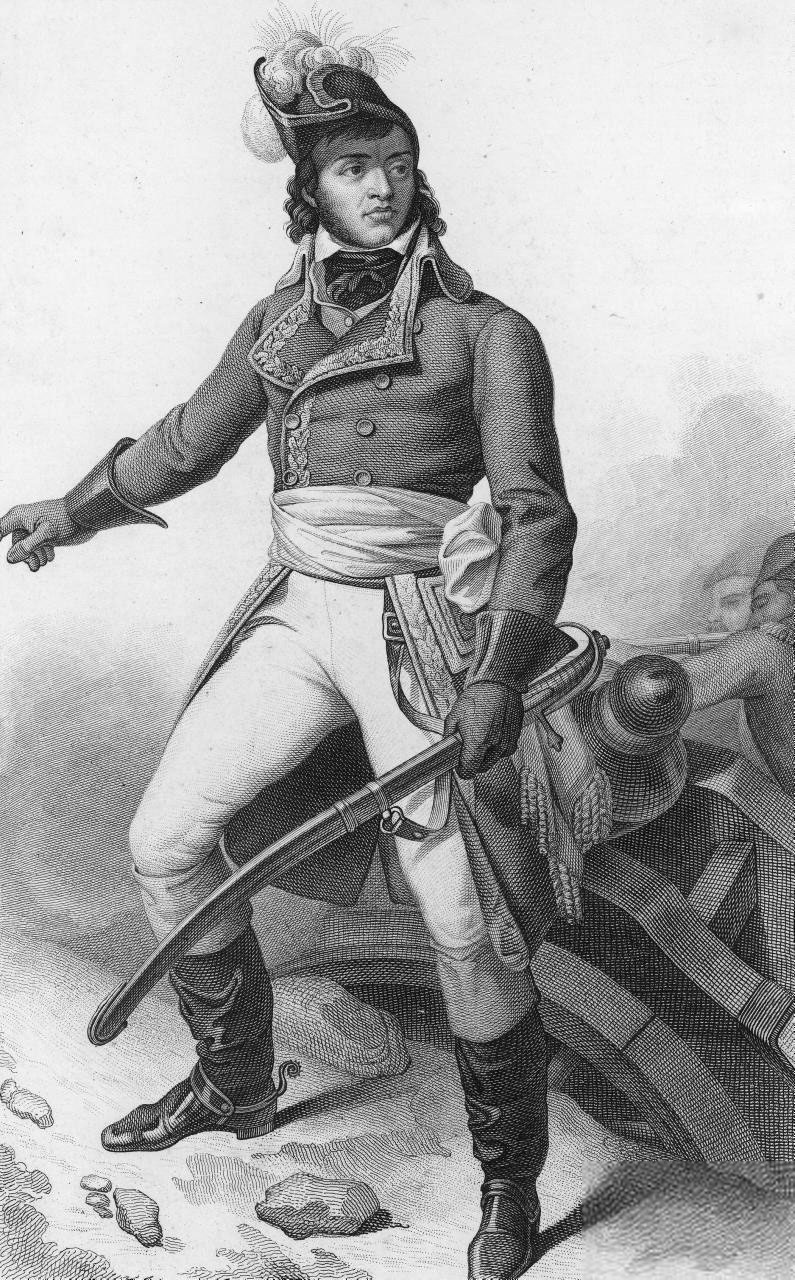
Il generale Barthélemy Joubert

Dopo questi importanti successi il maresciallo Suvorov frammentò le sue forze per occupare tutta la Repubblica Cisalpina e i suoi primi attacchi contro la nuova posizione del generale Moreau il 12 maggio non ottennero grandi risultati, tuttavia il generale francese decise ugualmente di ripiegare ulteriormente verso Cuneo e Torino. Nel frattempo si stava finalmente avvicinando da sud, dopo un'estenuante marcia lungo la penisola insorta, la francese Armata di Napoli guidata dal generale Étienne Macdonald. Queste truppe avevano evacuato, per partecipare alla battaglia decisiva, la Repubblica Partenopea che era già minacciata dall'esercito controrivoluzionario organizzato in Calabria dal Cardinale Ruffo, mentre anche in Toscana era in corso la sollevazione popolare legittimista e cattolica. Il generale Moreau decise di cercare il ricongiungimento dei due eserciti francesi nei pressi di Alessandria e avanzò con successo verso Marengo, mentre il generale MacDonald varcava l'Appennino.

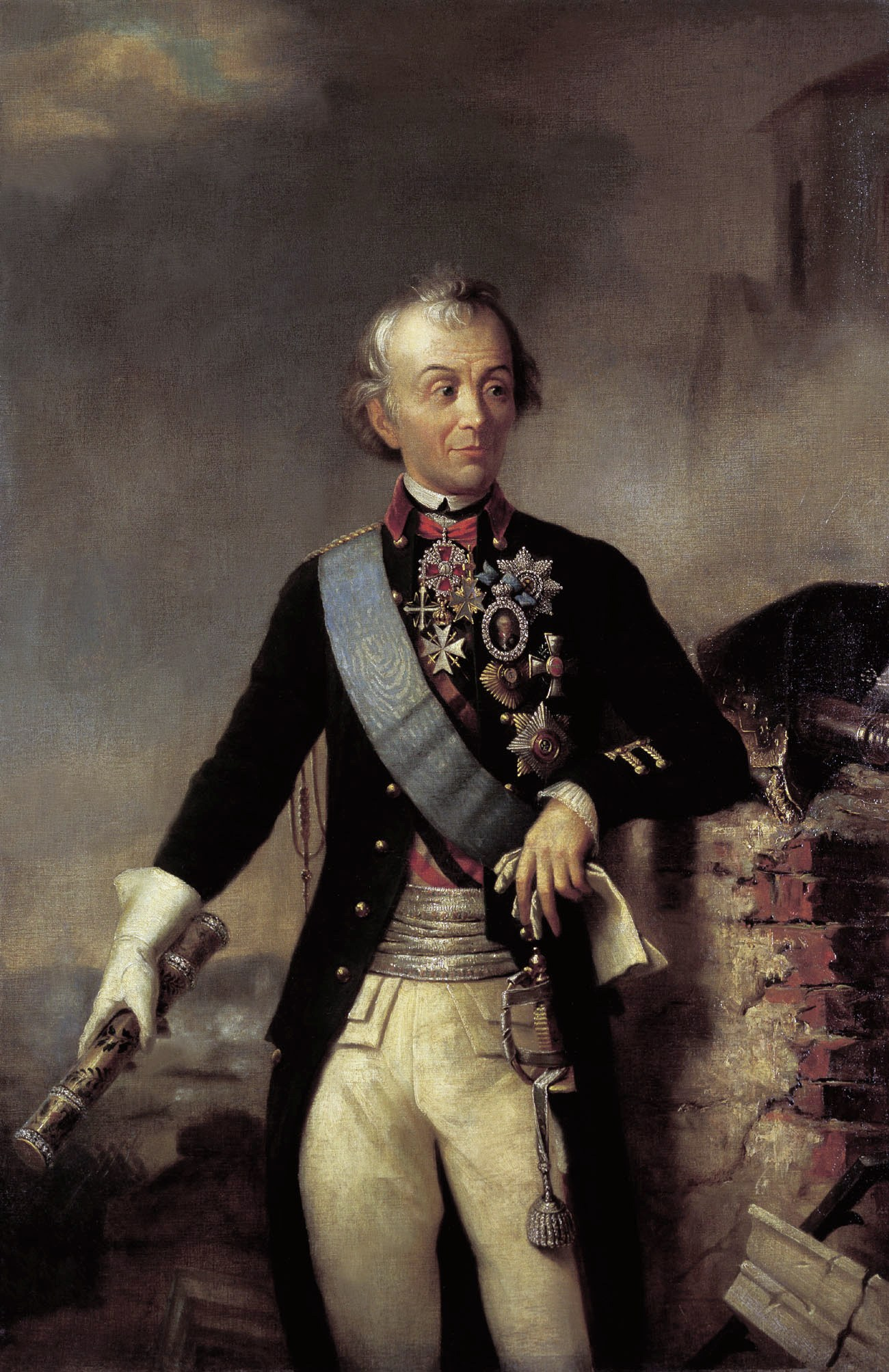
Il feldmaresciallo Aleksandr Suvorov.

Il maresciallo Suvorov comprese il pericolo e raggruppò in fretta le sue forze per sbarrare il cammino al generale Macdonald; le truppe francesi vennero battute nella dura battaglia della Trebbia dal 17 al 19 giugno 1799; il generale Macdonald, privo di aiuto da parte delle forze del generale Moreau, fu costretto a rinunciare ad avanzare oltre il fiume e quindi ripassò le montagne, marciò lungo la costa e raggiunse Genova dove ben presto confluirono anche le forze del generale Moreau che, appresa la sconfitta del generale Macdonald, aveva ripiegato a sua volta. L'Italia settentrionale era in gran parte perduta per la Francia rivoluzionaria; le fortezze, compresa Mantova, si arresero alle forze austro-russe mentre il maresciallo Suvorov entrava a Torino, occupava il Piemonte, progettava di reinsediare il re di Sardegna e invadere la repubblica dal Delfinato. Un piano alternativo dei coalizzati avrebbe potuto prevedere un concentramento generale in Svizzera per distruggere l'armata del generale Massena e penetrare in Francia dalla porta burgundica.
Nel frattempo il predominio francese in Italia era crollato; la popolazione della Lombardia e del Piemonte aveva accolto come liberatori gli autro-russi e le minoranze democratiche filofrancesi vennero perseguitate, si verificarono eccessi violenti e persecuzioni. In Toscana le bande cattoliche e reazionarie, partite da Arezzo, si diffusero in tutta la regione, il 7 luglio arrivarono a Firenze dove furono compiute gravi violenze e repressioni; nello Stato Pontificio l'azione delle bande venne sostenuta dagli eserciti della coalizione provenienti da sud, formati anche da truppe ottomane. Gli eventi più tragici della caduta delle repubbliche giacobine in Italia si svolsero nei territori della effimera Repubblica Partenopea; l'esercito sanfedista del cardinale Ruffo, appoggiato dalla popolazione, superò ogni resistenza, le deboli forze della repubblica, abbandonate dalle truppe francesi del generale Macdonald, furono facilmente sopraffatte, l'avanzata fu costellata di violenze, repressioni, distruzioni. Il 23 giugno 1799 il cardinale Ruffo, convinto della necessità di iniziare una politica di pacificazione, concluse una resa onorevole con i rappresentanti del governo repubblicano rifugiati nei forti di Napoli, ma l'intervento dell'ammiraglio Nelson, dell'ambasciatore Hamilton e della flotta britannica che trasportava l'esercito dei coalizzati, cambiò la situazione. L'ammiraglio pretese misure molto più dure contro i democratici partenopei che vennero imprigionati, processati e in gran parte pubblicamente impiccati, tra cui tutti i personaggi più importanti del governo repubblicano.
Di fronte alla serie di disastri e alla perdita dell'Italia si verificarono importanti sviluppi politici in Francia con un rafforzamento della determinazione rivoluzionaria e patriottica; dopo la giornata rivoluzionaria del 30 pratile Anno VII (18 giugno 1799) il Direttorio cambiò la sua composizione con l'inserimento di Louis Gohier, Pierre Roger-Ducos e Jean-François Moulin, considerati fedeli repubblicani legati alla parte giacobina; i generali fautori del proseguimento della guerra con maggiore energia accrebbero il loro potere, il generale Jean-Baptiste Bernadotte divenne ministro della guerra, il generale Championnet venne prosciolto dalle accuse per il suo comportamento a Napoli, il generale Joubert assunse il comando dell'Armata d'Italia per prendere il comando delle forze riunite a Genova, sostituendo il generale Moreau che sarebbe rimasto con l'armata come vice-comandante.
Dopo questi rivolgimenti politici seguirono ad opera dei giacobini una serie di provvedimenti rivoluzionari; per rafforzare l'esercito e metterlo in grado di impedire un'invasione, il 9 messidoro (27 giugno) il generale Jourdan propose e fece approvare la cosiddetta legge della "leva in massa": tutte le cinque classi dei coscritti sarebbero state soggette a chiamata totale senza sostituzione, su 203 000 uomini, circa 116 000 sarebbero partiti per le armate; il mese seguente venne decretato il potenziamento della guardia nazionale da impiegare nella lotta interna contro i ribelli e i fuorilegge. Altri provvedimenti estremistici rivoluzionari seguirono: la legge del 19 termidoro (6 agosto) sul prestito forzoso, sempre su proposta del generale Jourdan, per finanziare la guerra con una tassazione progressiva sui redditi; in precedenza, il 24 messidoro (12 luglio) era stata votata una "legge degli ostaggi" contro i parenti di ribelli, emigrati o traditori. Questa serie di provvedimenti rivoluzionari e la richiesta del 9 messidoro di mettere in stato di accusa quattro vecchi direttori (Jean-Baptiste Treilhard, Jean-François Reubell, Philippe-Antoine Merlin de Douai, Louis-Marie de La Révellière-Lépeaux), i generali sconfitti ed i commissari alle armate, provocarono grande allarme tra le correnti moderate della Repubblica; inoltre l'andamento delle operazioni continuò ad essere sfavorevole alla Repubblica sui vari fronti di guerra.

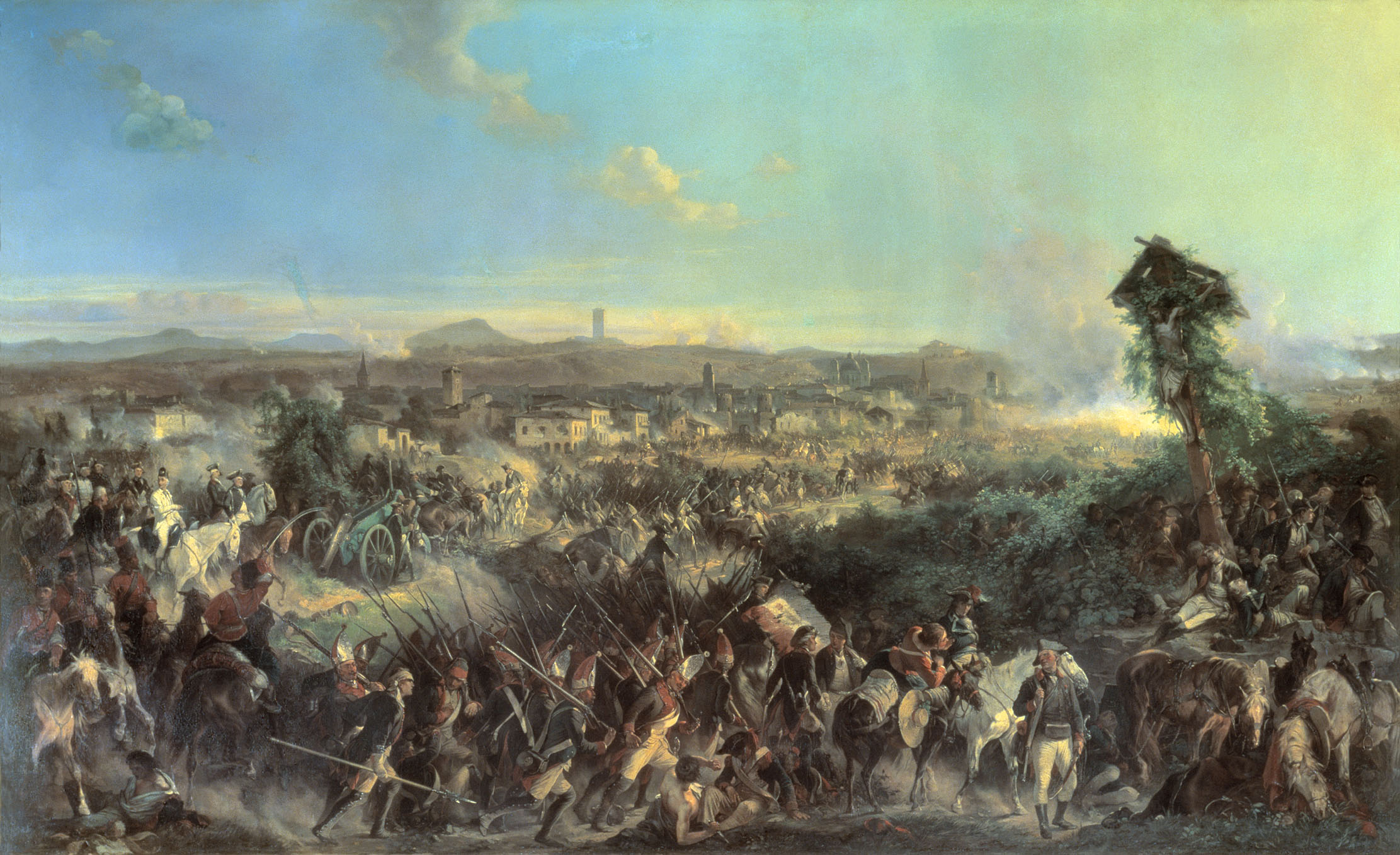
La battaglia di Novi.

Il generale Joubert avrebbe dovuto prendere l'offensiva contro gli austro-russi del maresciallo Suvorov in connessione con le forze della nuova armata delle Alpi affidata al generale Championnet di cui era previsto l'arrivo dal Piemonte. Tuttavia il generale Joubert, popolare tra le truppe e possibile candidato dell'abate Sieyès a guidare un colpo di Stato autoritario, decise di prendere subito l'iniziativa e attaccare le forze austro-russe del maresciallo Suvorov senza attendere l'arrivo del generale Championnet che stava ancora organizzando le sue forze. Nella battaglia di Novi del 15 agosto 1799, l'armata francese venne ancora sconfitta e lo stesso generale Joubert rimase ucciso, il generale Moreau prese il comando e ricondusse i resti delle truppe a Genova. Il maresciallo Suvorov rimaneva quindi padrone della situazione in Italia settentrionale e sembrava imminente una sconfitta definitiva dei francesi ma le divisioni e le rivalità delle potenze coalizzate avrebbero ben presto favorito la ripresa delle armate rivoluzionarie.
In realtà in un primo momento la situazione della Repubblica apparve ancor più critica dopo lo sbarco, il 27 agosto 1799, a Den Helder nei Paesi Bassi di un grande corpo di spedizione anglo-russo guidato dal Duca di York e dal generale russo Johann von Fersen; la flotta batava si arrese senza opporre resistenza e venne catturata dai britannici; le truppe anglo-russe poterono rafforzare le loro posizioni e i primi tentativi di contrattacco delle truppe francesi guidate dal generale Brune, appoggiati dagli olandesi comandati da Herman Willem Daendels, furono respinti. I coalizzati potevano avanzare verso sud e minacciavano di invadere la Francia attraverso il Belgio.
Queste notizie provocarono grande allarme a Parigi; nella seduta dell'assemblea del 13 settembre 1799 il generale Jourdan propose di dichiarare la "patria in pericolo"; nel corso di una seduta tumultuosa i deputati conservatori, temendo l'adozione di misure terroristiche radicali, riuscirono ad aggiornare la richiesta; ci furono assembramenti popolari, il ministro della guerra, generale Bernadotte ricevette proposte dai giacobini. I direttori Sieyès e Paul Barras riuscirono a far dimettere il ministro e il 28 fruttidoro (14 settembre) la proposta del generale Jourdan venne respinta con uno scarto minimo di voti. Entro pochi giorni, nuovi, imprevisti, sviluppi sui fronti di guerra avrebbero avuto conseguenze decisive anche sulla situazione politica interna della Francia.

#### Vittoria del generale Masséna in Svizzera e ritirata dei russi

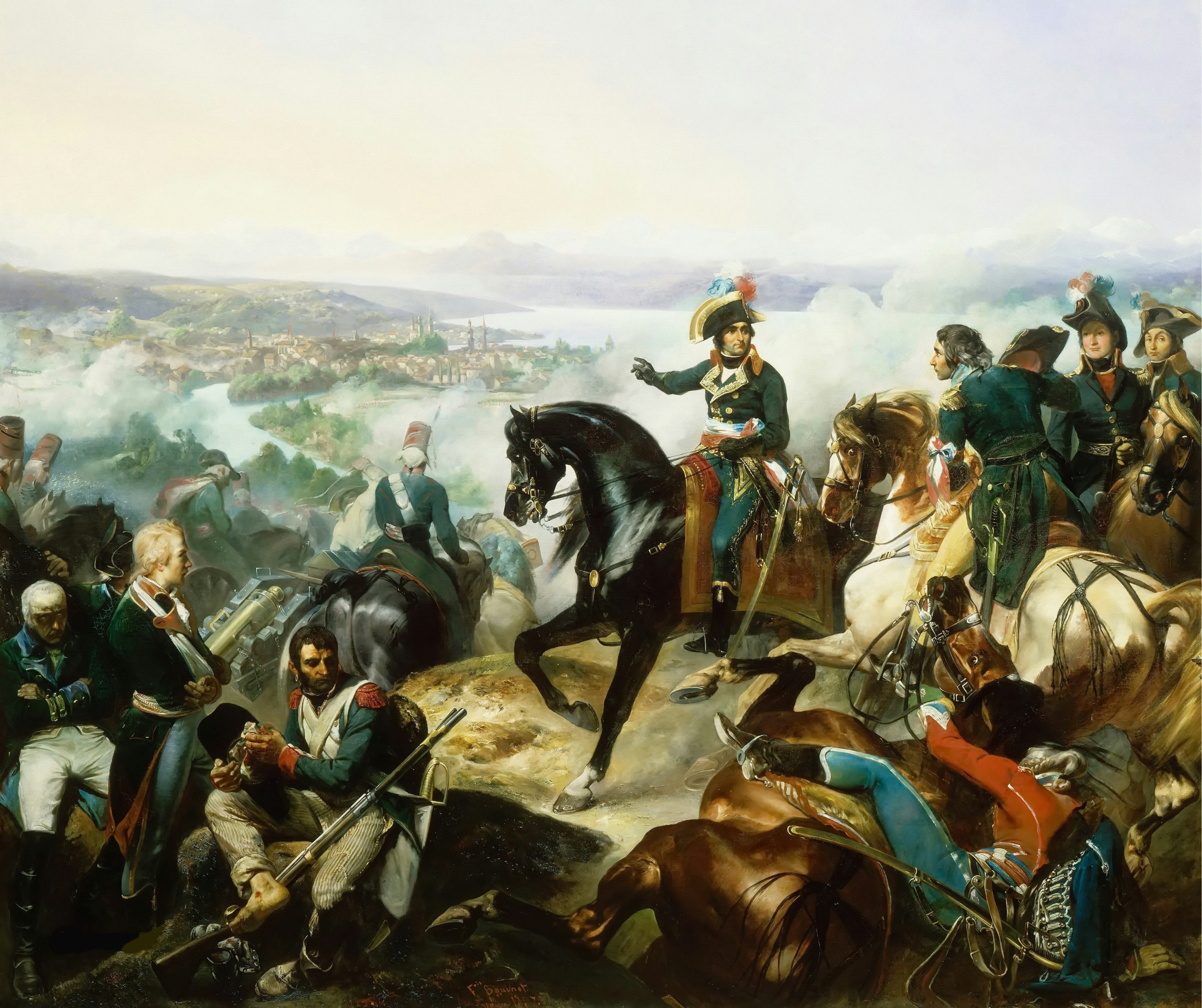
Il generale Andrea Massena alla seconda battaglia di Zurigo.

A causa delle sconfitte in Germania e Italia anche la situazione del generale Masséna era divenuta difficile in Svizzera; l'arciduca Carlo aveva attraversato il Reno a Sciaffusa e si stava avvicinando da est un esercito di 28 000 soldati russi. Il generale francese quindi abbandonò i Grigioni e ripiegò dietro la Limmat. Il 4 giugno 1799 il generale Masséna respinse gli attacchi austriaci a Zurigo ma preferì ugualmente abbandonare la città e attestarsi tra il Reno e il lago di Zug con la copertura della Limmat e del lago di Zurigo; la posizione francese rimaneva comunque esposta a minacce provenienti da sud attraverso il San Gottardo.
Tuttavia la scarsa coesione tra le potenze e gli intrighi della cancelleria di Vienna impedirono alla coalizione di sfruttare la favorevole situazione. Il cancelliere austriaco Johann von Thugut, impegnato nelle sue complesse manovre diplomatiche egoisticamente concentrate sulla salvaguardia degli interessi imperiali di Vienna anche a scapito dei suoi alleati britannici e russi, ordinò all'arciduca Carlo di abbandonare la Svizzera e di marciare verso i Paesi Bassi per collaborare con le forze anglo-russe sbarcate allo Helder il 27 agosto. Inoltre il cancelliere indusse lo zar Paolo I, desideroso di presentarsi come il liberatore della Svizzera, ad ordinare al maresciallo Suvorov di interrompere le sue operazioni in Italia, lasciando quindi campo libero agli austriaci nella penisola, e portarsi con il suo esercito verso nord per marciare, attraverso il San Gottardo, incontro all'altro corpo di truppe russe appena condotto sulla Limmat dal generale Aleksandr Korsakov.
Era un piano rischioso ed esponeva le forze austro-russe ad essere attaccate e sconfitte separatamente durante la difficile manovra nell'aspro territorio montuoso svizzero; l'arciduca Carlo comprese il pericolo e cercò, prima di eseguire gli ordini, di sconfiggere il generale Masséna attaccandolo il 17 agosto, ma i francesi respinsero l'attacco. Dopo una nuova battaglia indecisa il 30 agosto, l'arciduca dovette alla fine obbedire e lasciare il teatro d'operazioni con il grosso del suo esercito, ma lasciò sul posto un corpo di truppe al comando del generale Friedrich von Hotze schierato sulla Linth per sbarrare la strada, in collaborazione con le forze russe del generale Korsakov, alle truppe francesi del generale Masséna. Nel frattempo la situazione strategica dei francesi era migliorata: sul San Gottardo, il generale Claude Jacques Lecourbe era ben piazzato per intercettare le forze del maresciallo Suvorov, mentre il generale Gabriel Molitor era schierato a Glarona; il generale Masséna quindi, protetto alle spalle da queste forze, decise di prendere decisamente l'offensiva sul fronte di Zurigo per prendere vantaggio dell'indebolimento e della frammentazione delle forze nemiche e ottenere una vittoria decisiva.

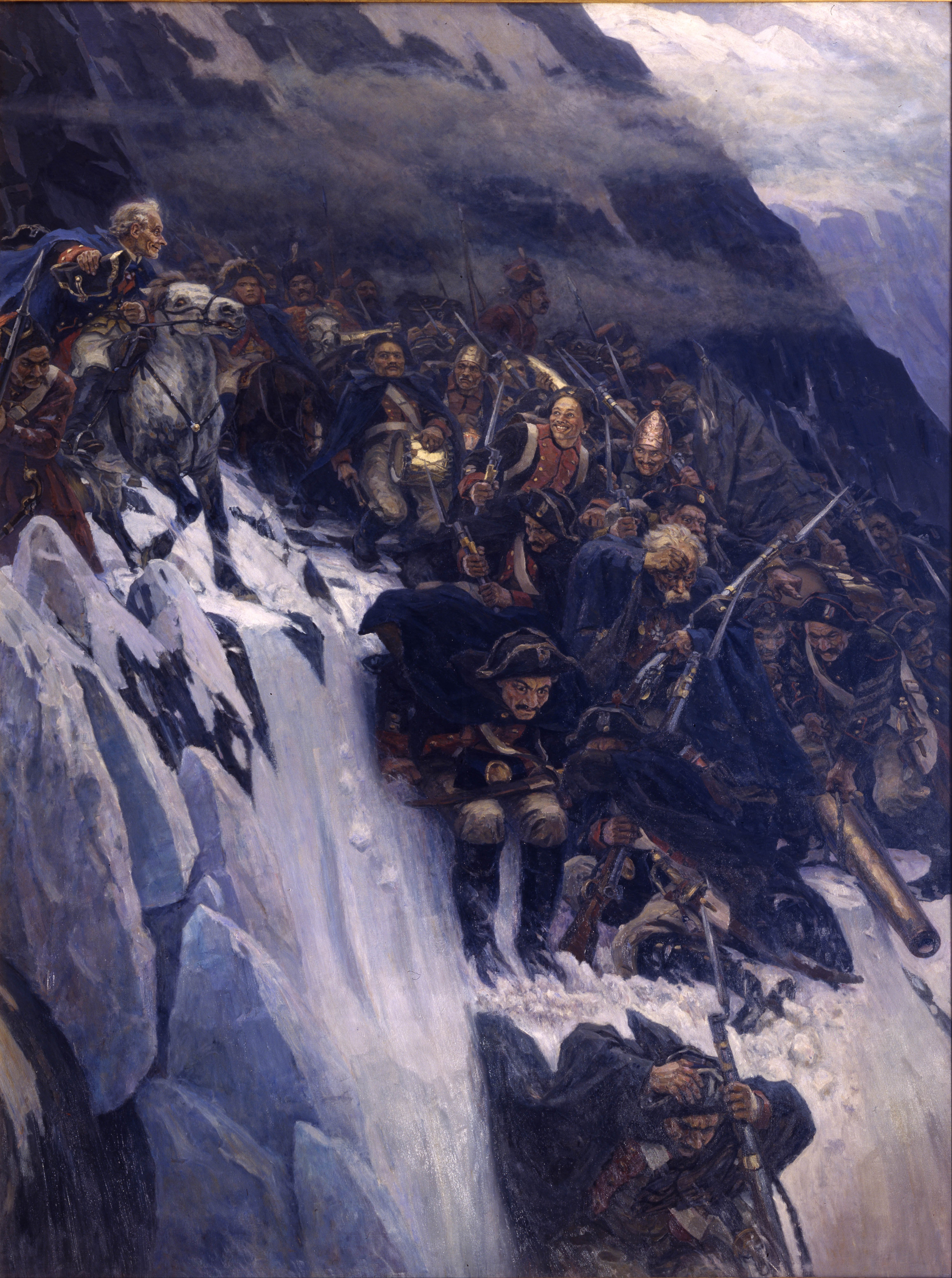
Il maresciallo russo Suvorov guida i suoi soldati attraverso le Alpi.

Quindi mentre il maresciallo Suvorov avanzava faticosamente, riconquistava dopo difficili combattimenti il San Gottardo e marciava lentamente, sempre contrastato con abilità dal generale Lecourbe, lungo la valle del fiume Reuss, il generale Masséna vinse tra il 25 e il 27 settembre 1799 la seconda battaglia di Zurigo; il generale Korsakov, attaccato sulla Limmat frontalmente e sul fianco destro, rischiò di essere accerchiato e dovette battere in ritirata verso Winterthur dopo aver subito pesanti perdite, mentre sulla Linth le truppe del generale Nicolas Soult sbaragliarono le forze austriache del generale von Hotze, che rimase ucciso all'inizio degli scontri.

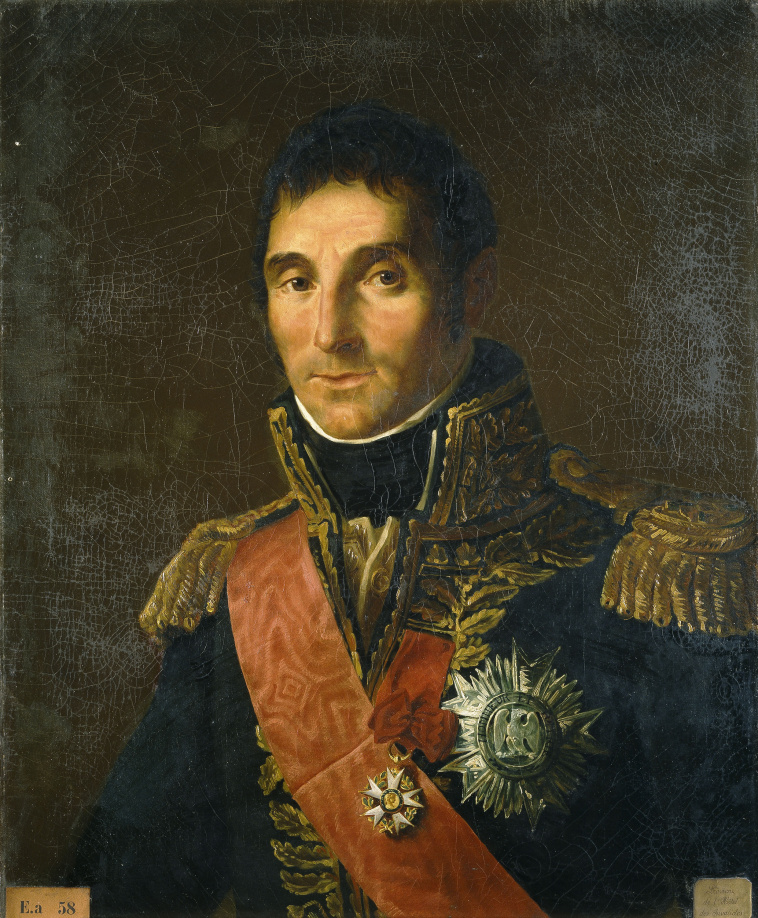
Il generale Andrea Massena, comandante dell'armata francese in Svizzera e vincitore a Zurigo.

Nel frattempo il maresciallo Suvorov continuava la sua lenta avanzata lungo la valle della Reuss sempre contrastato dal generale Lecourbe; giunto ad Altdorf il comandante russo fu costretto a deviare sulla via di montagna, a causa dell'assenza di una strada lungo il lago di Zurigo. Il generale Masséna, dopo aver sconfitto i generali Korsakov e von Hotze, era ora libero di rinforzare il settore ed inviò le divisioni del generale Honoré Gazan e del generale Édouard Mortier che, coordinate dal generale Soult, bloccarono l'avanzata dei russi tra Schwyz e Glarona; il maresciallo Suvorov si diresse quindi verso la Linth ma anche qui dopo qualche successo le sue truppe furono ripetutamente respinte dai soldati del generale Molitor a Näfels.
La situazione del maresciallo Suvorov, isolato tra le montagne, con scarsi rifornimenti e contrastato in tutti i punti dalle truppe francesi, diveniva sempre più difficile; dopo aver appreso della disfatta dei generali Korsakov e von Hotze, al comandante russo non rimase che cercare di ripiegare verso est in salvo con i resti del suo esercito molto provato. La ritirata dei russi fu molto difficoltosa e costò grandi sacrifici e pesanti perdite, tutta l'artiglieria andò perduta; infine, passando per il colle di Panix e per il Tödi, i russi raggiunsero il Reno a Ilanz il 7 ottobre e quindi proseguirono verso il Vorarlberg dove si congiunsero con i superstiti del generale Korsakov.
Mentre i francesi del generale Masséna mantenevano solidamente il controllo della Svizzera, i coalizzati subirono altri rovesci anche nei Paesi Bassi dove il corpo di spedizione anglo-russo guidato dal Duca di York, sbarcato il 27 agosto, venne decimato dalle epidemie e inoltre fu respinto a Bergen il 19 settembre ed a Castricum il 6 ottobre dall'armata francese del generale Guillaume Brune. Dopo questi fallimenti il Duca fu costretto a concludere una convenzione di evacuazione ad Alkmaar il 18 ottobre 1799 ed i resti del corpo di spedizione abbandonarono il continente dopo il completo fallimento.
Inoltre queste inattese sconfitte provocarono una prima disgregazione della seconda coalizione; lo zar Paolo I, molto contrariato per l'atteggiamento egoistico e la mancanza di collaborazione dell'Austria, a cui attribuiva la disfatta del maresciallo Suvorov in Svizzera, decise dopo la disfatta di richiamare i suoi eserciti e abbandonò di fatto la coalizione; consigliato da Fëdor Rostopcin e apprezzando la personalità del generale Bonaparte, divenuto primo console dopo il Colpo di Stato del 18 brumaio (9 novembre 1799) in Francia, lo zar avrebbe presto adottato una nuova politica di neutralità costituendo nel 1800 la lega dei neutri con Prussia, Svezia e Danimarca, ed estendendo le sue ambizioni mediterranee, con il rischio di un conflitto con la Gran Bretagna. Sul continente quindi l'Austria si trovò da sola ad affrontare le armate francesi.

### 1800

#### Seconda campagna d'Italia di Bonaparte

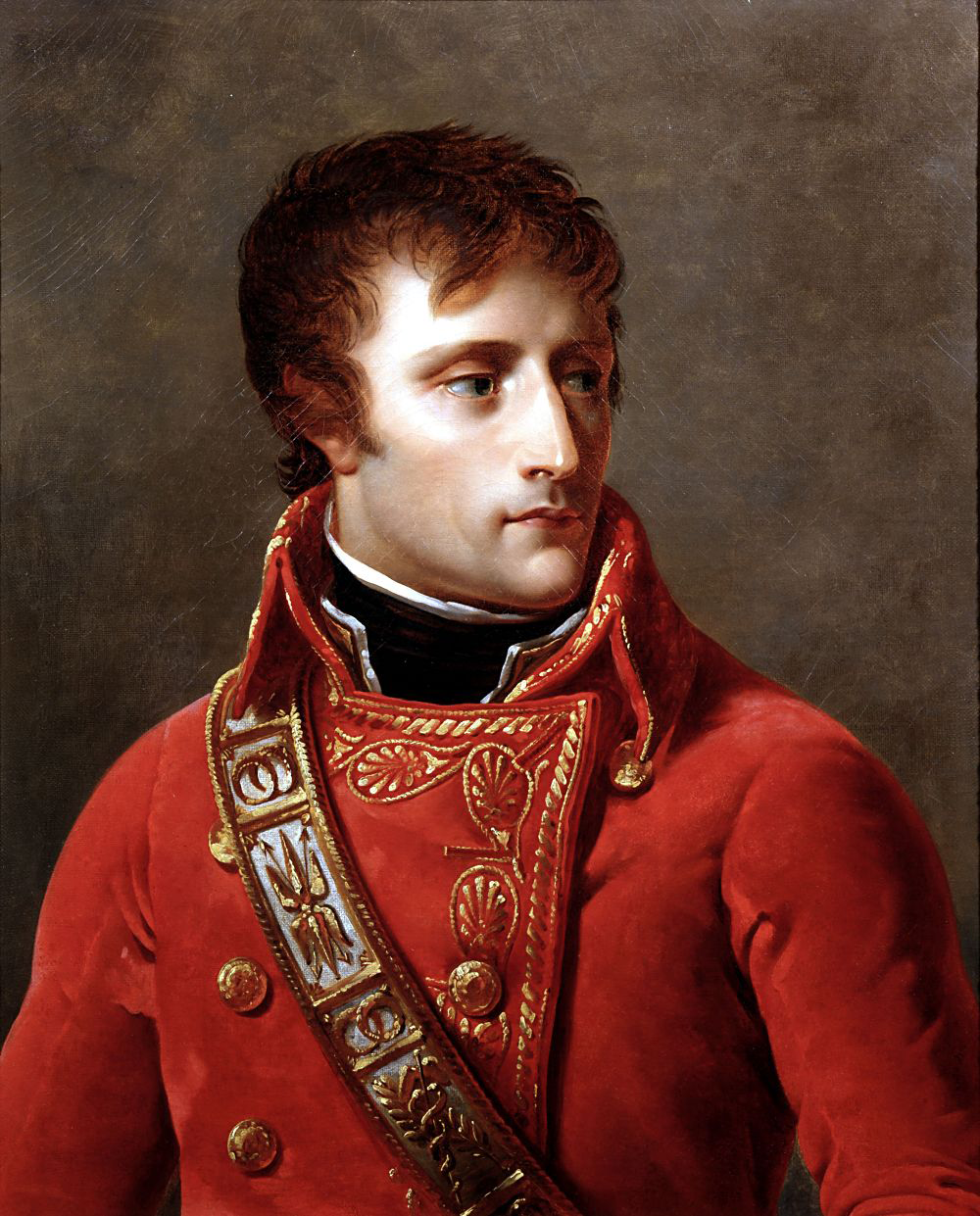
Napoleone Bonaparte, primo console e comandante dell'armata d'Italia.

Le inattese vittorie in Svizzera e nei Paesi Bassi sembrarono consolidare il Direttorio e stabilizzarono la situazione a vantaggio delle correnti politiche moderate; la legge sugli ostaggi venne sottoposta a revisione, il 9 brumaio (31 ottobre) venne proposto durante un turbolento dibattito di sostituire il prestito forzoso con un aumento delle imposte dirette; una legge sulla pena di morte contro i promotori di revisioni costituzionali o di cedimenti al nemico venne respinta. 

Inoltre il 17 vendemmiaio (9 ottobre) era sorprendentemente sbarcato a Fréjus, dopo aver lasciato l'Egitto, il generale Bonaparte che giunse a Parigi il 14 ottobre dove divenne il centro delle manovre politiche dell'abate Sieyès e dei fautori di un rafforzamento autoritario della Repubblica.
Nei mesi precedenti il generale Bonaparte, isolato con il suo esercito in Egitto, aveva tentato di organizzare il territorio conquistato, ma la rivolta del Cairo del 21 ottobre 1798, duramente repressa, dimostrò l'ostilità della popolazione locale. Inoltre la situazione strategica dei francesi si stava rapidamente deteriorando dopo l'intervento in guerra dei turchi e dei russi; l'Impero Ottomano stava organizzando nuovi eserciti per attaccare i francesi e il generale decise nel febbraio 1799 di invadere la Siria per anticipare i movimenti del nemico. La nuova avanzata, iniziata con la conquista di al-Arish e di Giaffa, dove la popolazione venne massacrata, si concluse con un fallimento; il generale Bonaparte dovette abbandonare l'assedio di San Giovanni d'Acri, difesa accanitamente da Jazzar Pascià con il concorso delle navi dell'ammiraglio britannico William Sidney Smith. Il comandante francese, dopo aver respinto un attacco dei turchi al Monte Tabor il 16 aprile, fu costretto a ripiegare attraverso il deserto dal 20 maggio 1799 e le truppe francesi subirono gravi sofferenze e privazioni. Rientrata in Egitto, l'armata riuscì a distruggere il 25 luglio un altro esercito turco sbarcato ad Abukir, ma la situazione generale francese in Oriente divenne critica.

Il Primo console Bonaparte attraversa le Alpi.

Il generale Bonaparte decise in agosto di abbandonare in Egitto il suo esercito, affidato al comando del generale Jean-Baptiste Kléber, e ritornare in Francia, dove erano in corso oscure macchinazioni politiche. Il generale venne accolto entusiasticamente dalla popolazione, nonostante i fallimentari risultati in oriente, e l'abate Sieyès decise di coinvolgerlo nel progetto di colpo di Stato contro il Direttorio e di revisione costituzionale in senso autoritario. Il colpo di Stato del 18 brumaio (9 novembre 1799) si concluse con il successo dei cospiratori e Bonaparte, soppiantando rapidamente Sieyès e i suoi seguaci, assunse subito il potere supremo, politico e militare, in Francia con il titolo di Primo console.
Dopo la decisione dello zar Paolo I di richiamare i suoi eserciti dalla Svizzera e dall'Italia e abbandonare di fatto la coalizione, sul continente l'Austria si trovò da sola ad affrontare le armate francesi. Le operazioni belliche in Europa ripresero in primavera, dopo una fase di negoziati conclusasi con un fallimento a causa degli inconciliabili obiettivi bellici delle potenze. Bonaparte sembrò disposto a trattare ma in realtà rifiutò le indicazioni del re di Prussia che consigliava, per raggiungere una pace stabile, di rinunciare ai Paesi Bassi, alla Svizzera e al Piemonte. Il Primo console non solo intendeva mantenere il predominio francese nei Paesi Bassi e in Svizzera, ma non pensava affatto di rinunciare all'Italia, sua prima conquista; inoltre sperava anche di poter soccorrere l'Egitto dove l'armata d'Oriente era in una situazione precaria. Il cancelliere austriaco Thugut al contrario respinse duramente le proposte di Talleyrand di ritornare ai confini del trattato di Campoformio ed in realtà contava di consolidare il predomino in Italia, togliere Nizza e Savoia alla Francia per assegnarli al re di Sardegna, reinsediare i re di antico regime; l'arciduca Carlo che invitava alla moderazione venne sostituito al comando dell'armata in Germania. Quanto alla Gran Bretagna, il primo ministro Pitt espresse apertamente l'intenzione britannica di restaurare la monarchia in Francia e non prestò alcuna fiducia in Bonaparte.
Il nuovo piano di guerra austriaco prevedeva di mantenere la difensiva sul Reno con l'armata del generale Paul Kray ed attaccare in Italia con l'armata del generale Michael von Melas per sconfiggere le truppe francesi dell'armata d'Italia, passate al comando del generale André Masséna e attestate dopo le ripetute sconfitte sull'Appennino ligure. Si progettava quindi di entrare in Provenza in connessione con una possibile insurrezione realista e con l'intervento di truppe britanniche provenienti da Minorca; alla fine tuttavia i britannici non si mossero mentre il generale von Melas fu costretto a disperdere le sue forze per controllare la pianura e gli sbocchi delle Alpi. Il 6 aprile 1800 il generale von Melas passò all'offensiva e inizialmente ottenne notevoli successi: l'armata francese venne sconfitta e dovette ripiegare a Genova dove venne assediata dagli austriaci mentre altre truppe ripiegavano sulla linea del fiume Varo al comando del generale Louis Gabriel Suchet. Il generale Masséna riuscì ad organizzare una tenace resistenza a Genova, guadagnò tempo in attesa dell'intervento diretto di Bonaparte in Italia e tenne impegnato il grosso delle forze austriache.

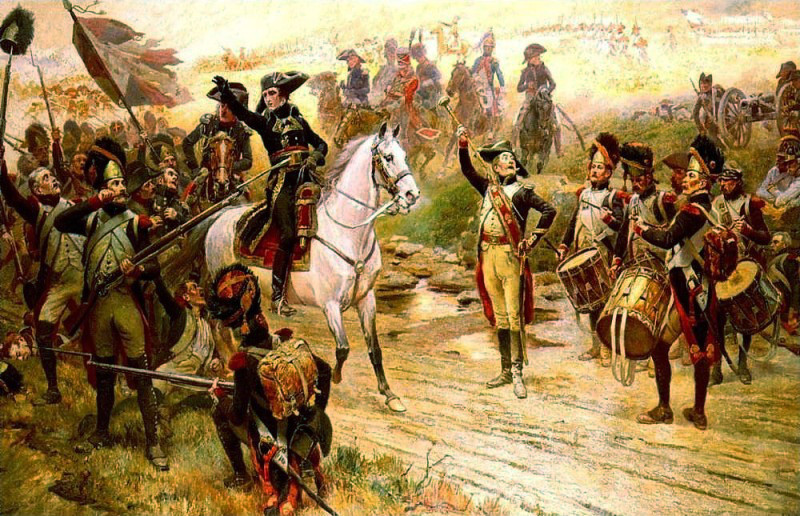
Il Primo console Napoleone Bonaparte durante la battaglia di Marengo.

Il Primo console Bonaparte trovò grandi difficoltà ad organizzare le sue forze per la nuova campagna; per carenze finanziarie, vennero richiamati solo 30 000 coscritti e le armate partirono in carenza di effettivi, poca artiglieria e mezzi del tutto insufficienti; i soldati rimasero senza il soldo e senza vettovagliamento e si rifornirono depredando i territori. Nonostante queste gravi carenze, Bonaparte aveva ideato inizialmente un audace piano di operazioni combinato che prevedeva un'offensiva dell'Armata del Reno del generale Jean Victor Moreau in Baviera dopo aver attraversato il fiume a Sciaffusa, e una manovra della Armata di Riserva che, schierata tra Châlons e Lione, avrebbe passato le Alpi, al comando diretto del Primo console, dal San Gottardo alle spalle degli austriaci del generale von Melas. Tuttavia il generale Moreau, indeciso e prudente, ritardò la sua offensiva e Bonaparte, preoccupato per la situazione a Genova, decise di non attendere e di entrare subito in Italia con l'Armata di Riserva, concentrata alla fine di aprile nel Vallese, attraverso il Gran San Bernardo.
L'Armata di Riserva attraversò il Gran San Bernardo dal 14 al 23 maggio; le truppe, ostacolate dal forte di Bard e quasi prive di artiglieria, sbucarono con difficoltà nella pianura ad Ivrea e Bonaparte prese l'audace decisione di marciare subito su Milano per interporsi alla linea di comunicazioni dell'armata austriaca impegnata a Genova e ricercare una battaglia immediata e decisiva. Il 2 giugno l'armata entrò a Milano e quindi il Primo console avanzò verso sud, attraversò il Po, deviò verso ovest e raggiunse Stradella. Il 4 giugno però il generale Masséna aveva dovuto cessare la resistenza a Genova ed evacuare la città con le sue truppe ed il generale von Melas poté dirigere una parte delle sue forze contro Bonaparte. Privo di informazioni precise, Bonaparte disperse le sue forze e si trovò in difficoltà a Marengo il 14 giugno 1800 per l'attacco dell'esercito austriaco. La battaglia di Marengo venne infine vinta dal Primo console grazie all'arrivo delle riserve del generale Louis Desaix ed ebbe importanti conseguenze sul teatro italiano; il 15 giugno gli austriaci firmarono una convenzione di armistizio e ripiegarono dietro il Mincio.

#### Vittorie francesi in Germania

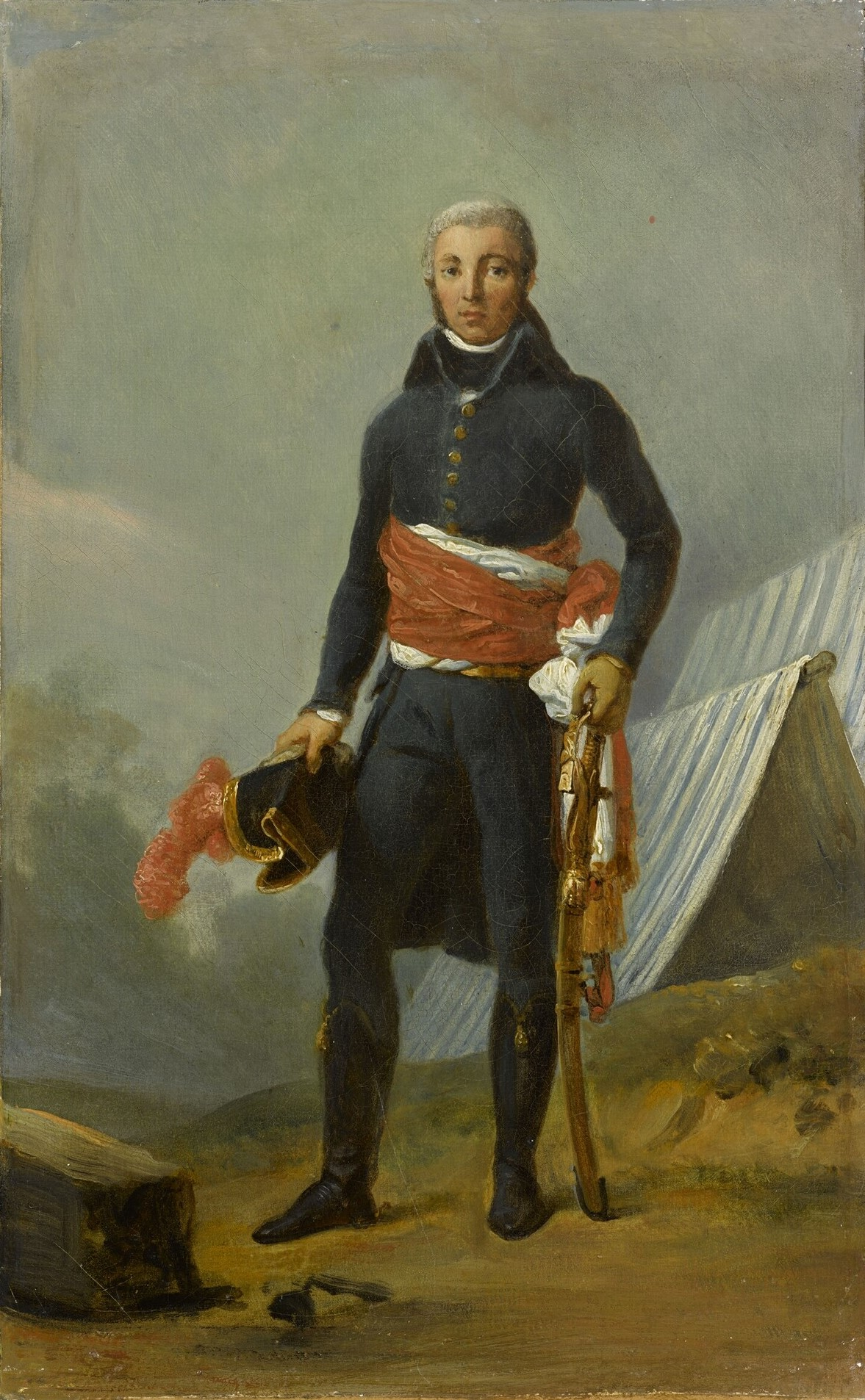
Il generale Jean Victor Moreau, vincitore della battaglia di Hohenlinden.

Nel frattempo in Germania il generale Moreau, con 90 000 soldati, aveva attraversato il Reno a partire dal 28 aprile disperdendo le sue forze tra Sciaffusa e Kehl e avanzando con difficoltà attraverso la Foresta Nera, ma il generale Kray non seppe approfittare della favorevole occasione, non riuscì a concentrare il suo esercito di 140 000 soldati e venne respinto il 3 e il 5 maggio a Stockach e Mösskirch. Gli austriaci quindi si ritirarono a Ulma mentre i francesi marciavano verso l'Iller e il Vorarlberg. Il 9 giugno il generale Moreau, dopo molte esitazioni, attraversò finalmente il Danubio a Höchstadt, e gli austriaci prima si ritirarono a nord del fiume, quindi lo riattraversarono più a valle e presero posizione sull'Isar. I francesi entrarono a Monaco e respinsero il nemico sull'Inn; un armistizio venne concluso a Parsdorf il 15 luglio 1800.
Dopo questa serie di vittorie Bonaparte sperava di costringere l'Austria alla pace, ma in realtà il cancelliere Thugut, pur iniziando trattative, aveva appena concluso un accordo con l'inviato britannico Lord Minto per continuare la guerra, concordando un importante programma di aiuti finanziari britannici. Nella corte viennese si affrontavano il partito della guerra, guidato da Thugut, dall'imperatrice e da Maria Carolina di Napoli, ed i fautori della pace, rappresentati principalmente dall'arciduca Carlo. Alla fine Thugut decise di ritirarsi e il nuovo cancelliere Ludwig von Cobenzl decise di iniziare personalmente nuove trattative con il rappresentante francese Giuseppe Bonaparte. I colloqui iniziarono il 5 novembre 1800 a Lunéville ma nel frattempo Bonaparte non arrestò la sua politica di predominio in Italia; i francesi si insediarono in Piemonte e a Genova, ricostituirono la Repubblica Cisalpina, un nuovo esercito al comando del generale Joachim Murat entrò in Italia, truppe francesi invasero la Toscana, violando le clausole dell'armistizio. Anche la Gran Bretagna continuava le operazioni; fin dal 5 settembre Malta era caduta in mano inglese.

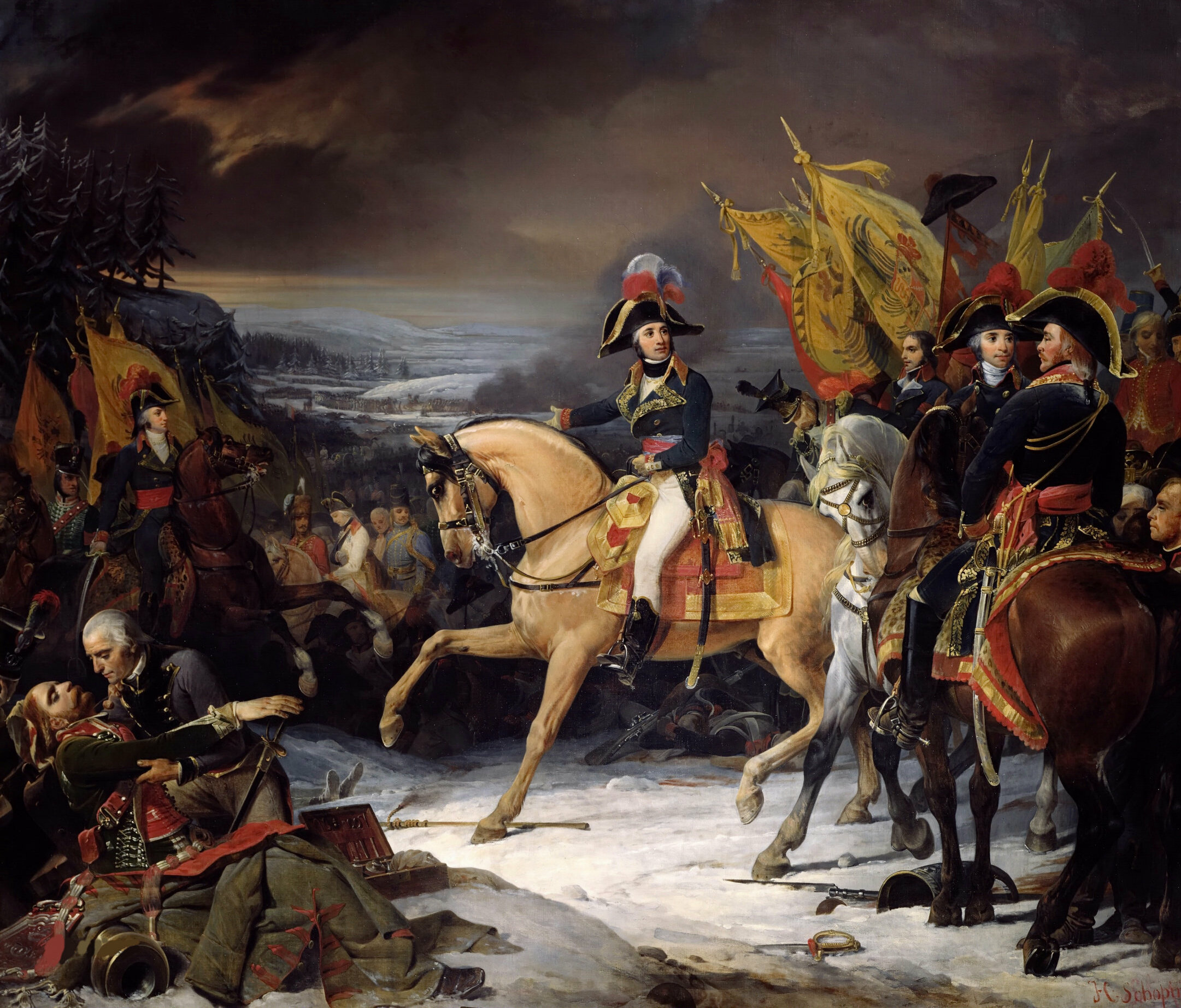
La battaglia di Hohenlinden del 3 dicembre 1800.

Le ostilità ripresero alla scadenza degli armistizi, mentre continuavano i colloqui a Lunéville; Bonaparte aveva schierato l'Armata d'Italia, passata al comando del generale Brune, sul Mincio contro l'esercito austriaco passato al comando del generale Heinrich Bellegarde. Dai Grigioni l'armata del generale Macdonald avrebbe dovuto collaborare attaccando il Tirolo attraverso le montagne, mentre l'armata principale in Germania del generale Moreau con 95 000 uomini avrebbe attaccato l'esercito austriaco in Baviera, coperto sul Meno dal corpo di truppe del generale Pierre Augereau. Il Primo console in realtà progettava di intervenire personalmente ma la campagna fu decisa molto più rapidamente del previsto in Germania. Il generale Moreau aveva disperso le sue forze lungo l'Inn e venne inizialmente sorpreso dall'inattesa offensiva dell'esercito austriaco comandato dall'arciduca Giovanni e dal generale Franz von Lauer che aggirò il suo fianco sinistro a Ampfing. Tuttavia, mentre il generale Moreau concentrava le sue forze, il 3 dicembre 1800 l'armata austriaca avanzando sul terreno boscoso, si disgregò; nella battaglia di Hohenlinden i francesi del generale Moreau aggirarono e in parte distrussero l'esercito nemico che perse oltre 25 000 prigionieri nella ritirata. L'armata francese avanzò velocemente in direzione di Vienna e l'Austria il 25 dicembre 1800 a Steyr accettò di concludere una pace separata.
I francesi ottennero successi anche negli altri fronti di guerra; il generale Macdonald avanzò attraverso il passo dello Spluga e manovrò abilmente sulle montagne e raggiunse l'Alto Adige; il generale Brune invece incontrò grandi difficoltà al passaggio del Mincio e il 25 dicembre rischiò la sconfitta a Pozzolo. L'esercito austriaco non sfruttò il vantaggio e i francesi avanzarono oltre l'Adige e il Brenta; gli austriaci conclusero un armistizio il 15 gennaio 1801 a Tarvisio e si ritirarono oltre il Tagliamento. In Italia centrale il generale Murat invase la Toscana, occupò Lucca e costrinse l'esercito del Regno di Napoli ad abbandonare Roma; venne concordato un armistizio a Foligno il 18 febbraio 1801.

### 1801

#### Trattato di Lunéville
La posizione della Francia era anche rafforzata nei confronti della Gran Bretagna dalle iniziative sempre più ostili ai britannici da parte dello zar Paolo I che era fortemente irritato per l'occupazione inglese di Malta e manteneva contatti epistolari con Bonaparte. Lo zar espulse Luigi XVIII e bloccò il 29 agosto 1800 i porti russi alle merci britanniche; la Svezia e Danimarca si unirono alla Russia il 16 dicembre 1800 e la Prussia il 18 dicembre, i danesi occuparono Amburgo e i prussiani Hannover; il commercio britannico soffrì considerevolmente per la chiusura del Mar Baltico. Inoltre Paolo iniziò ad organizzare una spedizione verso l'India. Peraltro lo zar, oltre a mirare a impadronirsi di Malta, progettava la costituzione di uno stato greco, la spartizione con l'Austria dell'Impero Ottomano, la ricostituzione dei regni di Napoli e di Sardegna; questi progetti erano in contrasto con i piani di Bonaparte che non intendeva rinunciare all'Italia né permettere la disgregazione dell'Impero Ottomano. Nel marzo 1801 un inviato dello zar arrivò a Parigi per trattare.

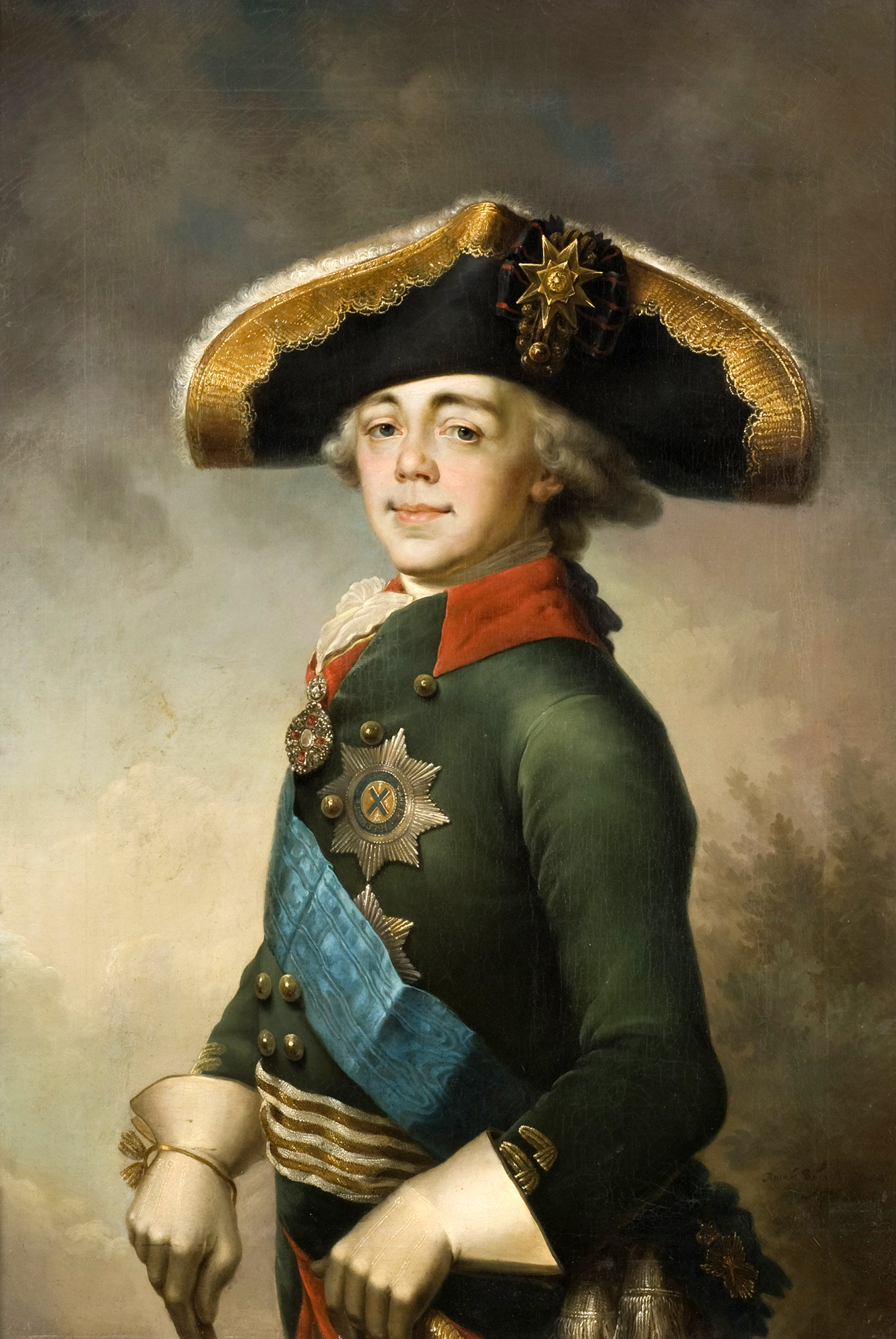
Lo zar Paolo I, protagonista dell'espansione dell'Impero russo fino al suo assassinio il 24 marzo 1801.

Il 9 febbraio 1801 l'Austria fu costretta, dopo la serie di sconfitte, a firmare il Trattato di Lunéville; von Cobenzl, privo di appoggi concreti britannici e con la Russia in contatto con la Francia, dovette accettare le condizioni del Primo console. Gli austriaci cedevano tutta la riva sinistra del Reno e perdevano ogni influenza sull'Italia. Bonaparte riorganizzò il predominio francese sull'Italia: la Repubblica Cisalpina fu ricostituita e accresciuta fino all'Adige, accorpando il Veronese ed il Polesine, Novara e le Legazioni. Il Piemonte, dopo il rifiuto del re Carlo Emanuele IV di rientrare a Torino, venne accorpato alla Francia come ventisettesima divisione militare; il Regno di Napoli per il momento mantenne l'indipendenza, firmò la pace a Firenze il 28 marzo 1801 e cedette Roma, Piombino e l'isola d'Elba, fu costretto a chiudere i porti alle navi britanniche e truppe francesi occuparono i porti di Otranto e Brindisi da dove era teoricamente possibile riprendere l'espansione francese in Oriente.
Quindi solo la Gran Bretagna rimaneva ancora in guerra contro la Francia; Bonaparte credette possibile in questa fase organizzare una serie di alleanze in funzione antibritannica, precursore dei successivi programmi di blocco continentale, per costringere la potenza nemica a cedere, ma una serie di avvenimenti e le contromisure inglesi cambiarono nuovamente la situazione.
Bonaparte aveva cercato di consolidare l'alleanza con la Spagna: con il trattato di San Ildefonso (1 ottobre 1800) ottenne che la Louisiana fosse restituita alla Francia e con quello di Aranjuez (21 marzo 1801) architettò una combinazione dinastica assegnando al nipote della regina di Spagna, Ludovico di Borbone, il nuovo regno d'Etruria. Soprattutto il Primo console spinse gli spagnoli, dove era tornato al potere Manuel Godoy, ad invadere il Portogallo in modo da occupare questo paese e sottrarlo al dominante controllo commerciale e politico della Gran Bretagna. Questa iniziativa di Bonaparte venne però ben presto vanificata dalla scarsa collaborazione di Godoy; gli spagnoli attaccarono il Portogallo e presero Olivenza il 16 maggio 1801, ma la cosiddetta "guerra delle arance" venne subito conclusa con un semplice accordo finanziario, senza raggiungere affatto gli ambiziosi obiettivi del Primo console.
Nel frattempo in Gran Bretagna si erano verificati importanti cambiamenti politici; la rottura con la Russia di Paolo I e la costituzione della Lega dei neutri, che bloccava l'accesso al Baltico alle navi britanniche, avevano provocato negative conseguenze sul commercio britannico con il continente; l'economia delle isole entrò in crisi, si diffusero malcontento e irritazione tra la popolazione, si verificarono disordini e sommosse locali, la situazione finanziaria divenne preoccupante. Di fronte a queste difficoltà il primo ministro William Pitt preferì dimettersi il 5 febbraio 1801 e venne costituito un nuovo governo con il debole Henry Addington primo ministro e Lord Hawkesbury ministro degli esteri. Queste circostanze permisero finalmente l'apertura di una trattativa di pace tra la Francia e la Gran Bretagna; fin dal 21 febbraio 1801 Lord Hawkesbury propose formali colloqui di pace.

#### Successi della Gran Bretagna

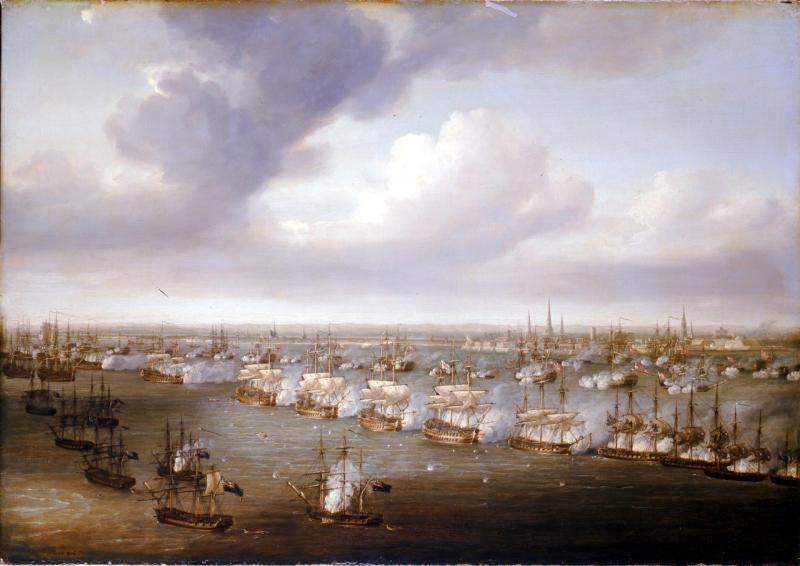
La battaglia di Copenaghen (1801).

I colloqui tra Lord Hawkesbury e Talleyrand furono difficili e verterono soprattutto sul destino dell'Egitto, delle colonie e delle conquiste britanniche; entrambe le parti volevano mantenere i vantaggi acquisiti; una serie di importanti avvenimenti favorevoli ai britannici modificarono radicalmente la situazione. Il 24 marzo 1801 lo zar Paolo I venne ucciso da una congiura di palazzo forse organizzata con la connivenza britannica e il successore, il figlio Alessandro I, premuto dalla nobiltà anglofila e dai mercanti del Baltico, preferì rinunciare per il momento ai grandiosi progetti planetari del padre e decise rapidamente di riavvicinarsi alla Gran Bretagna. Quasi contemporaneamente la flotta britannica dell'ammiraglio Hyde Parker sferrò un improvviso attacco per rompere il blocco dei neutrali. Le navi britanniche penetrarono nel Sund il 28 marzo e bombardarono Copenaghen, la flotta danese venne quasi distrutta e la Danimarca firmò la pace con la Gran Bretagna il 28 maggio 1801; il 18 maggio aveva già abbandonato la lega dei neutri la Svezia, mentre la Russia concluse l'accordo con i britannici il 17 giugno. Bonaparte quindi, a causa della disgregazione del sistema di alleanze anti-inglese, si decise a trattare con lo zar; i colloqui iniziarono l'8 ottobre 1801; il Primo console fece importanti concessioni e lo zar Alessandro conservò le posizioni mediterranee, Corfù e l'influenza sui turchi; ottenne inoltre lo sgombero da parte francese del Regno di Napoli e le promesse di Bonaparte di compensazioni per il re di Sardegna e di collaborazione in Germania.
La Francia inoltre subì un grave insuccesso in oriente dove si concluse con un completo fallimento la spedizione egiziana; il successore di Bonaparte, generale Jean-Baptiste Kléber, aveva cercato di concludere con gli anglo-turchi una convenzione di evacuazione che però venne respinta dall'ammiraglio britannico George Keith. Il generale Klèber sconfisse un esercito turco a Heliopolis il 20 marzo 1800 ma venne assassinato il 14 giugno e il suo sostituto, generale Jacques François Menou, si dimostrò debole e non in grado di mantenere le posizioni francesi. Nonostante i tentativi di Bonaparte di inviare soccorsi con la flotta dell'ammiraglio Honoré Ganteaume, la situazione dei francesi divenne critica; dopo la caduta di Malta, i britannici inviarono un corpo di spedizione che, al comando del generale Ralph Abercromby, sbarcò in Egitto il 6 marzo 1801 e sconfisse le truppe francesi nella battaglia di Canopo il 21 marzo. Il possedimento francese venne attaccato da tutte le direzioni: sul Mar Rosso sbarcarono truppe sepoys inviate da Richard Wellesley per mezzo della flotta dell'ammiraglio Home Popham; le truppe raggiunsero Quseir; dall'istmo di Suez intervenne invece un nuovo esercito turco. Il Cairo cadde il 28 giugno e Alessandria il 30 agosto 1801. Il generale Menou fu costretto alla capitolazione; le truppe poterono essere evacuate e ritornare in patria.

## Pace di Amiens
Alla fine del luglio 1801, mentre la situazione in Egitto stava diventando sempre più critica per la Francia, Bonaparte aveva presentato nuove proposte nei colloqui con i britannici; esse prevedevano la restituzione da parte dei due belligeranti delle rispettive conquiste coloniali: la Francia avrebbe restituito all'Impero Ottomano l'Egitto, che in realtà in pratica era già in mano dell'esercito britannico, mentre la Gran Bretagna avrebbe mantenuto Ceylon, ma avrebbe dovuto abbandonare Malta, Minorca, l'isola d'Elba, le Antille e la Trinità. Mentre formulava queste proposte, Bonaparte iniziava ad organizzare un nuovo corpo di spedizione al campo di Boulogne per minacciare un'invasione delle isole britanniche; nel porto venne concentrata la flotta dell'ammiraglio Louis Latouche-Tréville che il 6 e il 16 agosto 1801 venne attaccata senza successo dalla squadra dell'ammiraglio Nelson. Il 1º ottobre 1801 il ministro degli esteri britannico Hawkesbury firmò i preliminari di pace, accettando le condizioni del Primo console e rivendicando in più solo l'isola di Trinità.

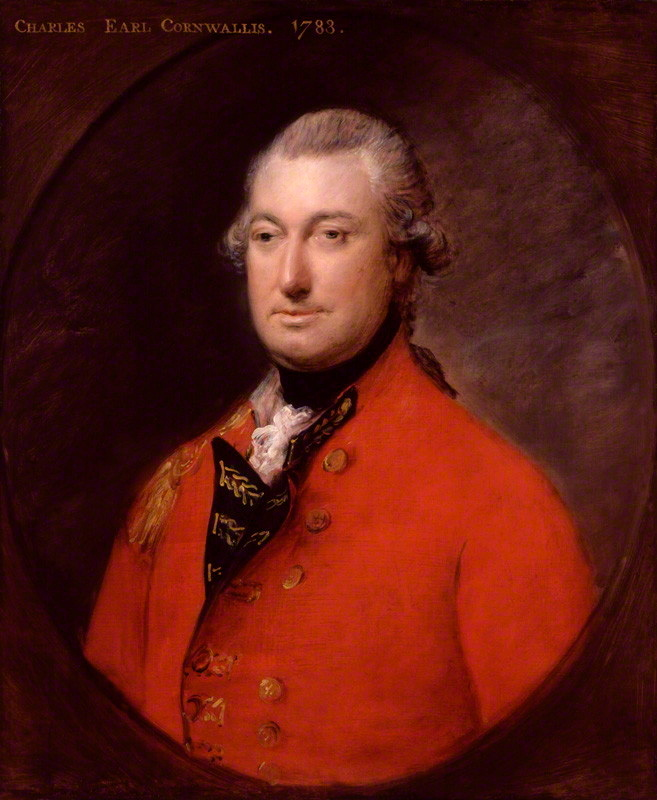
Lord Cornwallis, l'inviato britannico a Amiens che concluse le trattative con la Francia.

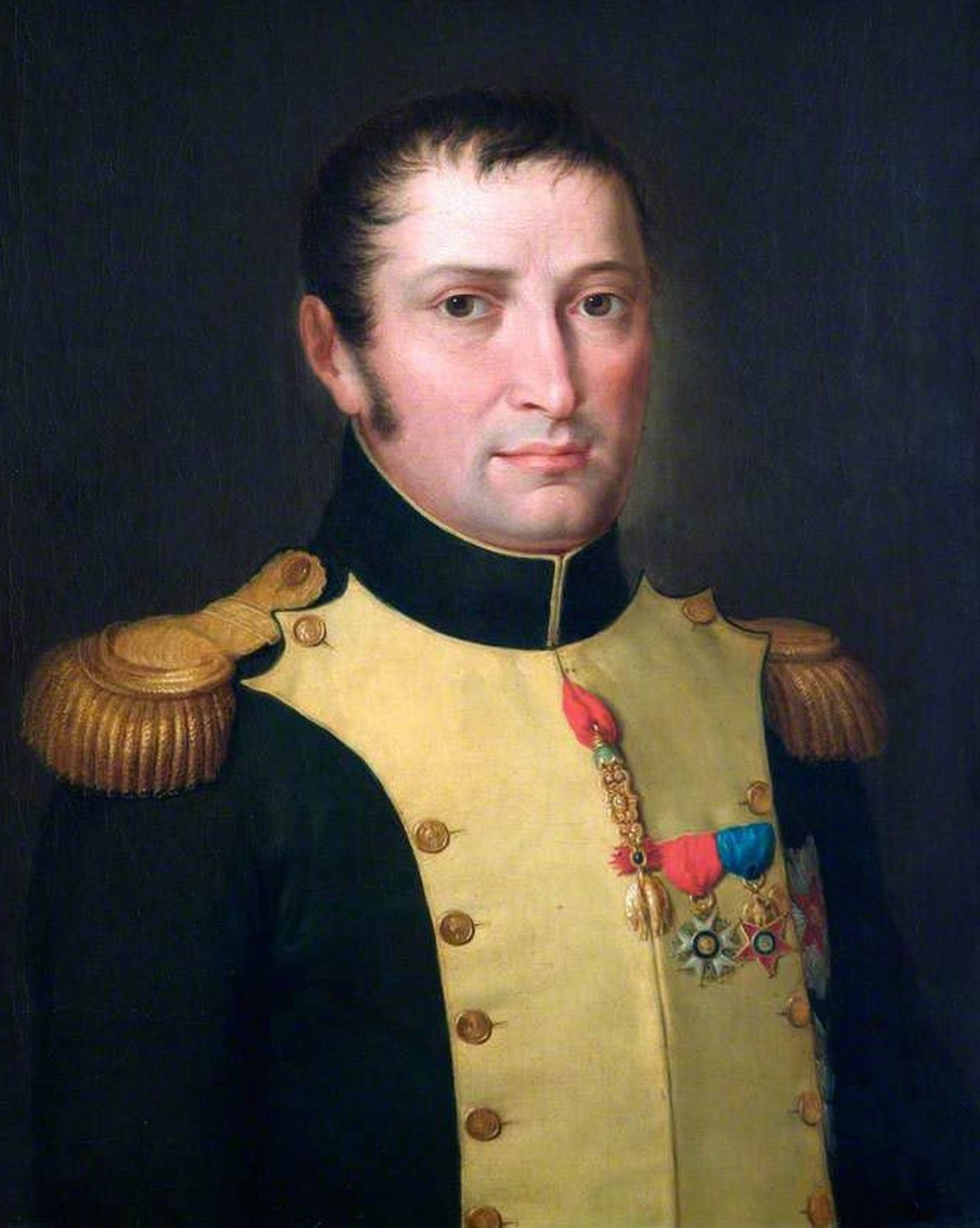
Giuseppe Bonaparte firmò la pace di Amiens per la Francia.

La decisione del governo Addington, apparentemente troppo arrendevole alle pretese francesi, era dovuta principalmente ai timori di gravi conseguenze economiche negative per l'economia britannica nel caso del prolungamento della guerra commerciale con il continente; la notizia della conclusione dei preliminari fu peraltro accolta con favore dalla popolazione britannica; nel Parlamento invece si registrarono critiche e vivaci proteste per la decisione di accettare delle condizioni ritenute, in considerazione della situazione strategica reale, troppo favorevoli alla Francia. Dopo la conclusione dei preliminari le trattative finali iniziarono ad Amiens dove si recò il nuovo inviato britannico Lord Cornwallis, esperto generale, veterano della Guerra d'America, e politico coloniale esperto dell'India. Bonaparte, nonostante le trattavie in corso, non arrestò la sua politica espansionistica; al contrario manifestò la volontà di riprendere una attiva politica coloniale e venne organizzato un corpo di spedizione per riconquistare San Domingo; nel gennaio 1802 divenne presidente della "Repubblica italiana", sorta dalla Repubblica Cisalpina. Inoltre il Primo console si rifiutò di concludere un accordo commerciale con i britannici per riaprire il mercato francese alle merci inglesi, richiese l'accesso all'India e una base alle isole Falkland; queste pretese furono nettamente rifiutate da Cornwallis che respinse anche la richiesta francese di un riconoscimento britannico del nuovo equilibrio continentale e in particolare delle nuove repubbliche "sorelle" create dalla Francia in Europa.
Il 25 marzo 1802 Lord Cornwallis prese la responsabilità, nonostante i dubbi in patria, di firmare per la Gran Bretagna il Trattato di Amiens che pose ufficialmente termine alle ostilità con la Repubblica francese; nell'ultima fase delle trattative l'inviato britannico avevano ottenuto Tobago e inoltre, pur accettando in linea di principio di abbandonare Malta, era stato convenuto che in attesa della esecuzione di tutte le clausole del trattato, i britannici sarebbero rimasti per il momento sull'isola. Il re di Sardegna e il principe di Orange non ottennero compensi per la perdita dei loro stati. Il Trattato di Amiens fu accolto favorevolmente dalla popolazione in Gran Bretagna, mentre in Francia Bonaparte accrebbe ancora il suo prestigio e il suo potere.

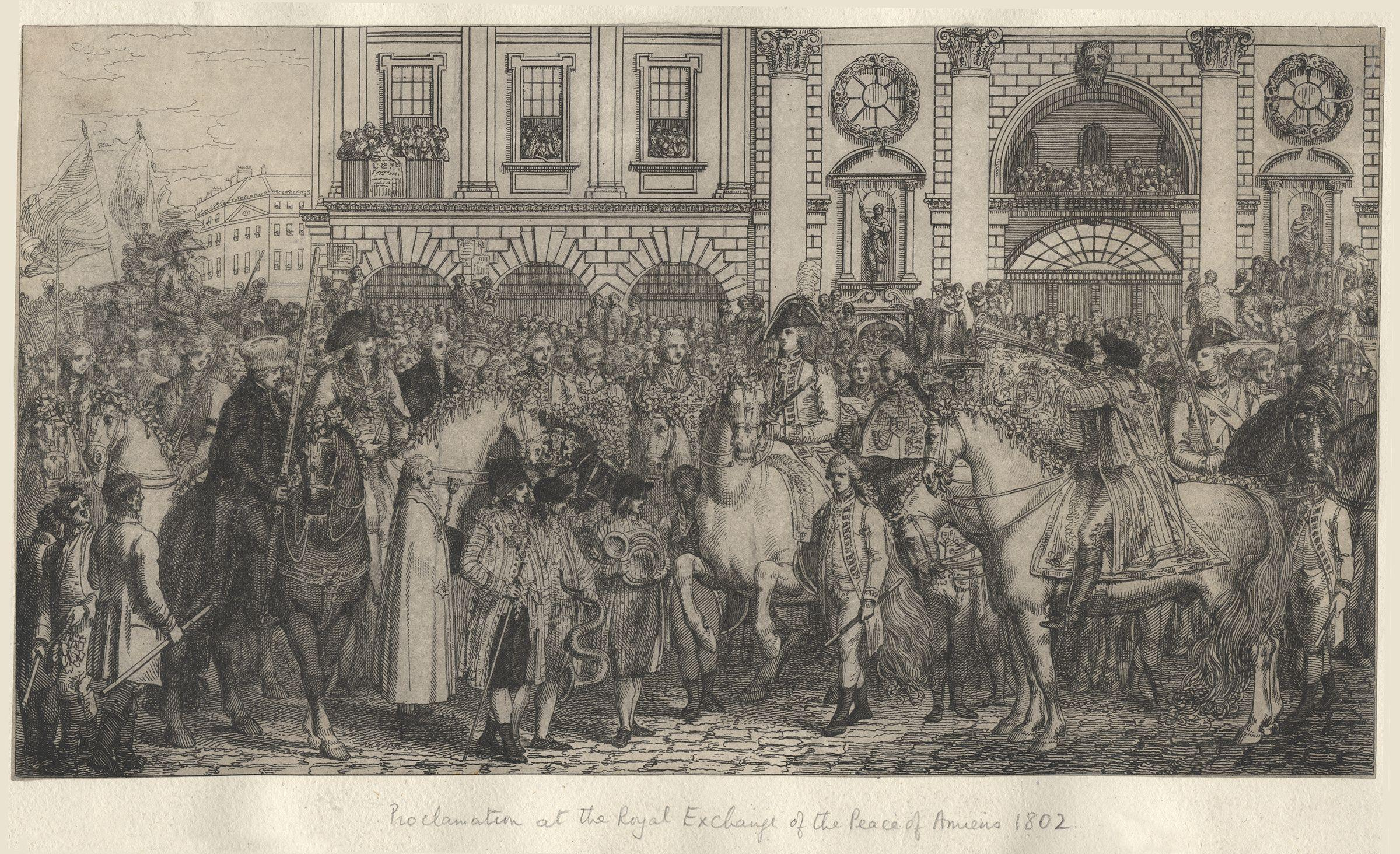
Proclamazione della Pace di Amiens in Gran Bretagna nel 1802.

In realtà la classe politica britannica mostrò scetticismo sulla durata di una simile combinazione diplomatica e numerosi parlamentari criticarono aspramente il trattato che in pratica accettava il predominio francese in Europa; entro breve tempo, l'assenza di vantaggi commerciali per le merci inglesi e le nuove manovre aggressive francesi delusero ed irritarono i politici britannici e favorirono la riapertura delle ostilità franco-britanniche. Per la Francia il Trattato di Amiens fu un brillante successo; esso metteva termine a dieci anni di guerra contro le monarchie europee e sembrava concludere felicemente il periodo rivoluzionario con la stabilizzazione politica interna e con una situazione strategica molto favorevole. Le "frontiere naturali" erano state raggiunte e accettate dalle potenze ed era stato organizzato un sistema di stati alleati, strettamente dipendenti dalla Repubblica.
Una situazione geografico-politica così favorevole per la Francia avrebbe potuto continuare a sussistere solo nel caso in cui la Gran Bretagna avesse ottenuto dei vantaggi concreti dal trattato, in particolare con una riapertura del commercio europeo e con una crescita dei mercati coloniali, e soprattutto se Bonaparte avesse adottato una politica di pacificazione e di equilibrio, senza allarmare e minacciare ancora le potenze continentali. Al contrario il Primo console, oltre a continuare ad intralciare i commerci britannici sul continente, era intenzionato a continuare le politiche aggressive e riprendere i suoi ambiziosi progetti di riorganizzazione dell'Europa e di espansione coloniale, senza tener conto degli interessi britannici e della persistente ostilità delle monarchie continentali sconfitte. A causa di queste circostanze la tregua di Amiens sarebbe rapidamente terminata, i britannici avrebbero ripreso la guerra fin dal 1803 e una Terza coalizione sarebbe stata costituita nel 1805 per contrastare i progetti napoleonici e indebolire la potenza francese in Europa.